# Amerikaanse literatuur
Met Amerikaanse literatuur wordt Engelstalig literair werk uit de Verenigde Staten bedoeld. Hierbij wordt vooral aandacht besteed aan de canon, de werken die door de literaire gemeenschap algemeen als waardevol worden beschouwd.
Dit artikel houdt zich aan de eerder genoemde definitie van Amerikaanse literatuur en schetst de geschiedenis van de literatuur in de Verenigde Staten. Die geschiedenis begint in de 17e-eeuwse Britse koloniën van Noord-Amerika. De werken uit deze vroege periode weerspiegelen het harde leven van de kolonisten die Engeland om economische, religieuze of andere redenen verlaten hadden. De literatuur die ontstond in de 'Nieuwe Wereld' werd geschreven door avonturiers en puriteinen en bestond daarom voornamelijk uit preken, verhalen, reisverslagen, autobiografieën en religieuze gedichten. De 18e eeuw was de periode van de Amerikaanse bewustwording en in de aanloop naar de strijd voor onafhankelijkheid ontstonden politieke pamfletten en andere politiek getinte teksten. De eerste echte Amerikaanse roman werd gepubliceerd en in de loop van de 18e eeuw drong ook in Noord-Amerika iets van de Verlichting door, hoewel puriteinse intellectuelen onverminderd stichtelijke geschriften bleven verspreiden. De 19e eeuw was ook in de VS de periode van de romantiek en in de laatste decennia van deze eeuw werd het proza gedomineerd door het literair realisme en naturalisme. Vanaf de 20e eeuw levert de Amerikaanse literatuur een zeer divers beeld op. Enerzijds blijven schrijvers sinds het modernisme experimenteren met vormen en stijlen. Anderzijds is de definitie van wat Amerikaanse literatuur eigenlijk is op de helling gezet door schrijvers van verschillende culturele, sociale en etnische afkomst.

## Orale inheemse literatuur
Waar de geschiedenis van de literatuur in Amerika precies begint, is een onderwerp van debat. De reis van de Viking Leif Eriksson in 1001 naar Newfoundland wordt verteld in twee Noorse fabels, die met enig recht beschouwd kunnen worden als de eerste overgeleverde teksten van Noord-Amerikaanse oorsprong. Veel moderne onderzoekers leggen de oorsprong veeleer bij de orale literatuur van de inheemse volken, zoals de Zuni en de Navajo. Europeanen maakten weliswaar pas kennis met de nieuwe wereld door de teksten van Christopher Columbus (1451-1506), Álvar Núñez Cabeza de Vaca (1490-1556) en anderen, maar de Noord-Amerikaanse indianen vertelden elkaar waarschijnlijk al meer dan een millennium verhalen in meer dan 200 verschillende talen. Hun scheppingsmythen en andere verhalen werden vanaf de 19e eeuw opgeschreven.
De honderden bestaande Amerikaanse indianenvolken hebben elk hun eigen taal en cultuur. Wat ze gemeen hebben, is een rijke mondelinge traditie. Dit wil zeggen dat ze van generatie op generatie verhalen doorgaven door middel van gesproken taal – in vertellingen, gezangen en rituelen. Deze verhalen zijn manieren om de geschiedenis, cultuur en overtuigingen van elke natie vast te leggen. Opvallend is dat deze verhalen vaak over dezelfde thema's gaan. Zo komt een sterke link tot uiting tussen land en individu: hun lot is onlosmakelijk met elkaar verbonden. Een ander gemeenschappelijk thema is de letterlijke of figuurlijke reis van de held, vaak een soort coming of age-verhaal dat ook wordt uitgebeeld als inwijdingsrite. Bij de overdracht van die inheems-Amerikaanse literatuur speelden voor de komst van de Europese kolonisten ook pictogrammen, grotschilderingen en petrogliefen, mnemotechnisch gebruik van kralen en met taferelen beschilderd schorspapier een rol.

## 17e eeuw – Koloniale literatuur

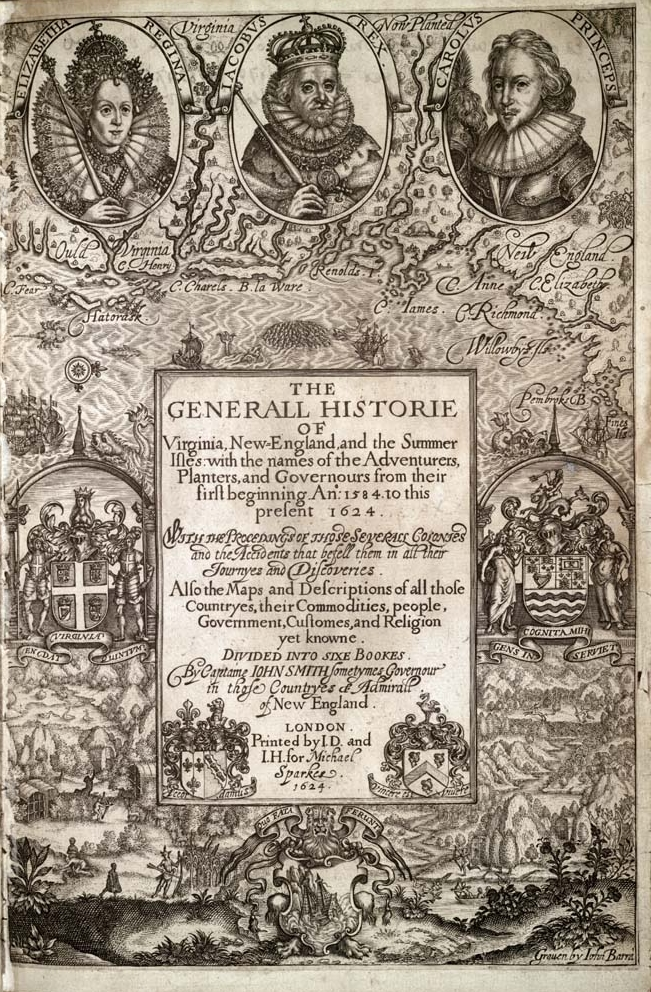
The Generall Historie of Virginia, New England, and the Summer Isles (De Algemene geschiedenis van Virginia en de Summer Isles), door Captain John Smith. Gravure van John Barra, 1624

### Promotionele traktaten en verslagen
De geschiedenis van de Engelstalige Amerikaanse literatuur begint in de Britse koloniën langs de oostkust van de huidige Verenigde Staten. Precies omdat de vroege geschiedenis van de latere VS zo nauw verbonden is met die van Groot-Brittannië, maakte de Amerikaanse literaire traditie aanvankelijk geheel deel uit van de Engelse literatuur. Wel typisch Amerikaans zijn pamfletten bedoeld om de koloniën op te hemelen bij het Europese en het eigen publiek. De auteurs van deze 'promotionele traktaten' beschrijven het land, het klimaat, de flora en de fauna op manieren die Amerika zo aantrekkelijk mogelijk maken. Ze stellen het voor als een land van onbegrensde mogelijkheden, een 'nieuwe wereld' waar ieder een nieuwe identiteit kan vinden. Kapitein John Smith kan beschouwd worden als de eerste Amerikaanse auteur met zijn werken A True Relation of Such Occurrences and Accidents of Note as Happened in Virginia (1608) en The General Historie of Virginia, New England en the Summer Isles (1624). Andere gelijkaardige schrijvers waren Daniel Denton (Brief Description of New York, 1670), Thomas Ashe (Carolina or a Description of the Present state of that Country, 1682), William Penn (Brief Account of the Province of Pennsylvania, 1682), George Percy, William Strachey, John Hammond, Daniel Coxe, Gabriel Thomas en John Lawson.

### Religieuze teksten
Religieuze kwesties en disputen waren vaak literaire onderwerpen tijdens de vroege jaren van de kolonisatie. Zo behandelde John Winthrops dagboek History of New England, dat de periode 1630 tot 1648 bestrijkt, de religieuze grondslagen van de Massachusetts Bay Colony. Daarnaast is het van blijvende historische waarde omdat het, zij het met de nodige plechtstatigheid en pathos, vanuit een grote betrokkenheid het harde leven van de eerste puriteinse kolonisten documenteerde. Deze voor de moderne lezer stroeve en vermoeiende tekst is ook een schatkamer gebleken voor dichters en schrijvers van romantische verhalen. Hawthorne vond hier bijvoorbeeld de verhalen over Endicott and the Red Cross (1837) en Maypole of Merry Mount (1832), en inspiratie voor The Scarlet Letter uit 1850. Ook Longfellow putte verhaalstof uit het dagboek voor zijn in jambische pentameter geschreven toneelstuk New England Tragedies (1868), en Whittierss gedichten Familists' Hymn (1838) en John Underhill (1873) zijn eveneens schatplichtig aan Winthrops werk.
Ook Edward Winslow hield een dagboek bij waarin hij de eerste jaren na de aankomst van de Mayflower beschreef.
Een belangrijke dominee en schrijver uit deze tijd is Increase Mather. Hij was een begaafd redenaar op de preekstoel van de North Church in Boston die, volgens zijn zoon, gedurende bijna zestig jaar de toehoorders met zijn donderende stem de stuipen op het lijf joeg. Onder zijn bijna honderd gepubliceerde werken, is vooral An Essay for the Recording of Illustrious Providences uit 1684 bekend gebleven. Het is een compilatie van verhalen die het aandeel van goddelijke interventie illustreren bij het redden van mensen van natuurlijke en bovennatuurlijke rampen. Sommige historici denken dat dit boek de hekserijhysterie van Salem in 1692 in de hand heeft geholpen.
Gouverneur William Bradford is vooral bekend geworden vanwege zijn boek over de belevenissen van de Pilgrims, Of Plymouth Plantation, dat hij tussen 1620 en 1647 schreef. Net zoals andere vroege verslagen over de eerste kolonisten is het geschreven door een vrome auteur en worden feiten vanuit een theologisch standpunt geïnterpreteerd: in alles wat de mens overkomt en alles wat hij doet ziet Bradford de hand van God. Het heeft niet veel gescheeld of deze eerste van alle Amerikaanse kronieken zou verloren zijn gegaan. Toen Britse soldaten in 1775 de kerktoren van Old South Church (Boston) bestormden, plunderden zij ook de bibliotheek waar het manuscript in werd bewaard. Bijna een eeuw ging men ervan uit dat Bradfords manuscript vernietigd was, tot het in 1885 in de bibliotheek van de bisschop van Londen opdook. Een kopie ervan werd naar Amerika verzonden, en twaalf jaar later, dankzij een besluit van het bisdom van Londen, kreeg de kolonie 'Commonwealth of Massachusetts' het kostbare origineel uiteindelijk terug in haar bezit.

### Poëzie
Puriteinse poëzie was zeer religieus van aard en een van de eerste gedrukte boeken in Amerika was het in 1640 gepubliceerde Bay Psalm Book, een verzameling vertalingen van Bijbelse psalmen.
Er bestond ook al activiteit op het gebied van oorspronkelijke, persoonlijke poëzie, hoewel de puriteinen vonden dat er een verderfelijke invloed uitging van deze soort literatuur. De invloedrijke geestelijke Cotton Mather (dezelfde die in 1692 de heksenvervolging in Salem goedkeurde) waarschuwde voor de passie die eruit sprak, en fulmineerde tegen de 'ziekelijke appetijt' van lezers van poëzie. Verzen werden bij bepaalde gelegenheden wel geduld, bijvoorbeeld om gebeurtenissen te herdenken in de vorm van elegieën of balladen. De verzen die uit deze koloniale periode zijn overgebleven hebben dan ook meestal een theologische inhoud. Een van de populairste was The Day of Doom, een epos over de dag des oordeels, geschreven door Michael Wigglesworth. De meeste puriteinse dichters zagen het doel van de poëzie als nauwgezet onderzoek van hun christelijk leven, en dat brengen ze in de praktijk in hun dagboeken met gedichten. Anne Bradstreets werk was zeker vroom, maar ook heel persoonlijk. Zij schreef eenvoudige, sterk aansprekende gedichten over haar man en haar kinderen, haar huisdier en het afbranden van haar huis. Wat Bradstreet als vrouw presteerde in de patriarchale, streng religieuze gemeenschap van New England is heel ongewoon. Naast haar taken als echtgenote en moeder (zij voedde acht kinderen op) vond ze de tijd om poëzie te schrijven die in 1850 zelfs gepubliceerd zou worden in Londen. Noemenswaard is ook Edward Taylor, die naast Anne Bradstreet vaak als eerste belangrijke dichter van Amerika wordt vermeld. Hij is daarnaast ook de enige Amerikaanse dichter van belang die schreef in de metafysische stijl. Zijn werk zou echter pas veel later, in 1938, als The Poetical Works of Edward Taylor worden gepubliceerd. Preparatory Meditations before My Approach to the Lords Supper wordt als zijn beste werk beschouwd.

### Toneel
Lange tijd werd ervan uitgegaan dat pas met de kolonisten uit Europa kan worden gesproken over toneelopvoeringen. Moderne onderzoekers als Theresa Saxon zijn er nu echter van overtuigd dat er op het Amerikaanse continent al een traditie van dramatische voorstellingen bestond, voorafgaand aan de kolonisatie. Uit (vaak gekleurde, eurocentrische) oogverslagen van kolonisten blijkt dat deze opvoeringen binnen de vele verschillende autochtone bevolkingsgroepen (Indianen) vooral gemeen hadden dat ze mythen en rituelen uitbeeldden.
Europees en vroegkoloniaal Amerikaans drama werd zowel gedrukt als opgevoerd, en vaak kwam het zelfs niet eens tot een voorstelling. Volgens de in 1934 gepubliceerde bibliografie van Frank Pierce Hill, American Plays Printed 1714-1830, werden in de periode van Koloniaal Amerika liefst 405 toneelstukken gepubliceerd. Dit geeft toch de indruk dat theater in die tijd mocht rekenen op vrij veel belangstelling, zelfs al ging het niet noodzakelijk om opvoeringen.

### Ontmoetingen met indianen

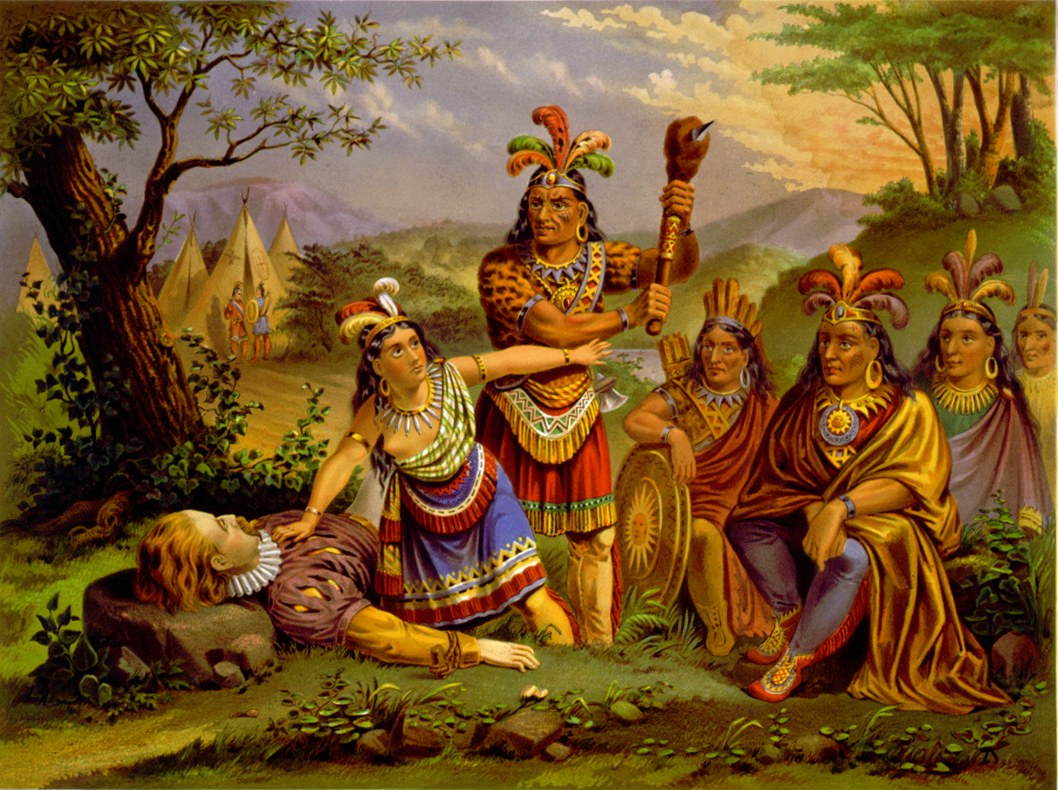
Pocahontas redt John Smith, geïdealiseerde illustratie uit 1870

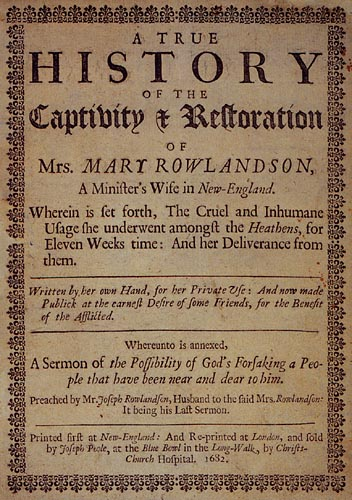
Titelpagina uit de eerste editie (1682) van Rowlandsons verhaal: A True History of the Captivity and Restoration of Mrs. Mary Rowlandson of The Sovereignty and Goodness of God

Een inspiratiebron voor literaire geschriften waren de ontmoetingen met indianen en de conflicten die ermee gepaard gingen: zie Daniel Gookin, Alexander Whitaker, John Mason, Benjamin Church en Mary Rowlandson. De puritein John Eliot vertaalde de Bijbel voor de indianen zelfs in het Massachusett. Het beroemdste verslag van een ontmoeting met indianen is John Smiths verhaal uit 1612 over Pocahontas van het Powhatan-volk. Toen Smith gevangen was genomen door de indianen, zou de jonge dochter van het stamhoofd zijn leven gered hebben door op hem te gaan liggen voor zijn hoofd door een knuppel zou worden verbrijzeld. Achteraf is men gaan twijfelen of Smith dit verhaal niet verzonnen had. Het eerste als boek uitgegeven verslag van een gevangenneming door indianen dateert van 1682 en is van Mary Rowlandson: A Narrative of the Captivity and Restoration of Mrs. Rowlandson. Daarin vertelt ze hoe ze op 10 februari 1675 samen met haar drie kinderen door een groep indianen uit New England thuis overvallen werd en drie maanden doorbracht bij het rondtrekkende Wampanoag-volk.

### Groeiende geletterdheid
Heel populair, en een commercieel succes, was The New England Primer (ca. 1683), het eerste educatieve handboek met het alfabet, rijmpjes en de catechismus, speciaal voor de Amerikaanse koloniën. Tot de jaren 1790 werd het in de meeste scholen gebruikt. Het was de bedoeling om ieder kind en iedere leerling de kans te geven in de catechismus te lezen, en om zo een beter mens te kunnen worden. Het maakt duidelijk dat de puriteinen groot belang hechtten aan geletterdheid, niet in het minst voor het bevorderen van het zielenheil.

## 18e eeuw – Revolutionaire periode

### Theologische literatuur

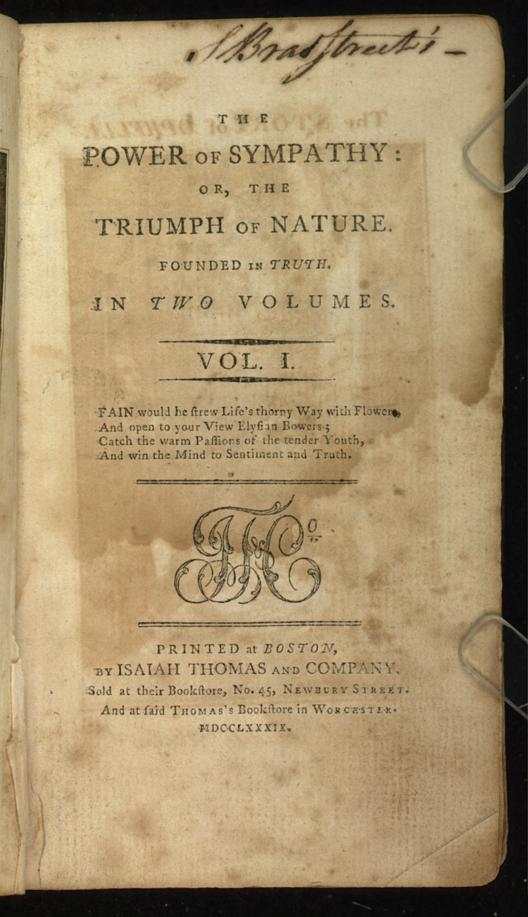
The Power of Sympathy, de eerste Amerikaanse roman, door William Hill Brown – 1789

De vroege 18e eeuw stond in Noord-Amerika in het teken van de First Great Awakening, een periode van religieuze opleving in het Noordoosten van de Verenigde Staten in de jaren twintig en dertig. The Great Awakening was een reactie tegen de groeiende tendens onder kolonisten om de ideeën van de Verlichting te aanvaarden en in de praktijk te brengen, zij het meestal in gepopulariseerde vorm. De literatuur uit deze tijd bestaat vooral uit geschreven preken. De apologetische geschriften van de theoloog en missionaris Jonathan Edwards en de opwekkingspreken van George Whitefield gaven de impuls tot het ontstaan van deze beweging. Tegen het einde van zijn leven schreef Edwards ook een befaamde filosofisch-theologische verhandeling over de vrijheid van de wil, The freedom of the will (1754). Andere belangrijke (veelal puriteinse) geestelijken en schrijvers van bijvoorbeeld preken uit deze tijd zijn Thomas Hooker (oprichter van de kolonie van Connecticut), Thomas Shepard, John Wise en Samuel Willard, een overtuigd tegenstander van de heksenprocessen.
Cotton Mather was een bijzonder productief schrijver. Zijn bekendste werk als theoloog en historicus was een kerkgeschiedenis van New England, die in 1702 onder de titel Magnalia Christi Americana werd gepubliceerd. Het is een lijvig werk, bestaande uit 1000 pagina's in folioformaat, dat onder meer de geschiedenis van de nederzetting van New England beschrijft, de levens van haar gouverneurs en de geschiedenis van Harvard College. Naast historische heeft het ook literaire waarde. Zelfs tijdgenoten vonden de stijl van de 'Magnalia' al wat te oubollig, te zwaar en belerend, maar het werk inspireerde wel latere auteurs. Hawthorne haalde er de gegevens uit voor zijn biografie over Sir William Phipps, en Whittier het materiaal voor zijn Garrison of Cape Anne.
Een van de bekendste dagboekschrijvers uit deze periode is rechter Samuel Sewall. Meer dan een halve eeuw hield hij een dagboek bij over Massachusetts Bay, en hij is ook de auteur die met The Selling of Joseph het eerste anti-slavernij-traktaat in Amerika schreef. De lerares en zakenvrouw Sarah Kemble Knight schreef een kort dagboek over haar reis van Boston (Massachusetts Bay Colony) naar New York in 1704-1705. Dankzij haar kunnen we ons nu een voorstelling maken van de reisomstandigheden in Connecticut in koloniale tijden. Een andere bekend geworden dagboekschrijver is de politicus en plantagebezitter William Byrd II die vanaf 1709 vooral schreef over politieke kwesties en over het beheer van zijn plantage.

### Politieke geschriften
In deze revolutionaire periode bloeide uiteraard ook de productie van politieke geschriften, waaronder die van Samuel Adams, John Dickinson en de koningsgezinde Joseph Galloway. Ook de Amerikaanse gedichten uit deze periode – zoals die van John Trumbull, de satirist Francis Hopkinson en Philip Freneau – waren hoofdzakelijk politiek gemotiveerd, evenals de roman Modern Chivalry van Hugh Henry Brackenridge. Kort na het uitroepen van de onafhankelijkheid van de Verenigde Staten verschenen er romans die wat nationalistisch van inslag waren, zoals The Conquest of Canaan van Timothy Dwight en The Vision of Columbus van Joel Barlow. Tijdens de Amerikaanse Onafhankelijkheidsoorlog werden er in totaal 2000 politieke pamfletten gepubliceerd, waarvan de Amerikaanse Onafhankelijkheidsverklaring uit 1776 van Thomas Jefferson en de Federalist Papers uit 1788 het bekendst geworden zijn. Politiek invloedrijk waren Benjamin Franklins Poor Richard's Almanack en The Autobiography, en Thomas Paines bekende pamflet Common Sense uit 1776.
Historisch is dat binnen dit revolutionaire klimaat het eerste verhaal van en door een voormalige slaaf werd gepubliceerd met Olaudah Equiano's The Interesting Narrative of the Live of Olaudah Equiano, or Gustavus Vassa the African, Written by Himself (1789).

### Amerikaanse roman
De drie populairste Amerikaanse romanciers van de 18e eeuw waren Hannah Webster Foster, Susanna Haswell Rowson en Charles Brockden Brown. Wat ze alle drie gemeen hadden, was dat ze de moraalridders van die tijd choqueerden met verhalen over verleiding. De zogenoemde seduction novel werd als genre bijzonder populair in de vroege Amerikaanse literatuur. Zo vertelt Rowson in Charlotte, A Tale of Truth (1791) het verhaal van een schoolmeisje, Charlotte Temple, dat door een Britse officier wordt verleid en naar Amerika gebracht, waar ze verlaten, zwanger, ziek en in armoede moet trachten te overleven.
Als eerste echte Amerikaanse roman wordt soms William Hill Browns The Power of Sympathy (1789) genoemd. De uitgever, Isaiah Thomas and Company te Boston, plaatste in The Independent Chronicle van 22 januari een advertentie waarin het boek werd aangekondigd als "The First American Novel". Het belangrijkste thema van deze sentimentele briefroman is het lot dat mannen en vrouwen te wachten staat die in de greep komen van de verleiding.
Langzaamaan vond de Amerikaanse literatuur haar eigen stem en onderscheidde ze zich van Europese vormen en stijlen. Er werd natuurlijk nog volop geïmiteerd. Zo schreef Susanna Rowson in 1791 de bestseller Charlotte Temple duidelijk in de traditie van Samuel Richardson, en waren Wieland en andere romans van Charles Brockden Brown (1771-1810) geïnspireerd op de gothic novel in Engeland. Vele vroege critici beoordeelden Wieland als een gebrekkige roman vol met tegenstrijdigheden en onduidelijkheden. Meer recent is men echter Wieland gaan herwaarderen en de onduidelijkheden worden nu vaak beschouwd als bewuste strategieën van de auteur. De verhalen van Charles Brockden Brown wemelen ook van toevalligheden die veel lezers als ergerlijk ervaren. In The Coincidental Art of Charles Brocden Brown betoogt Norman S. Grabo dat dit geen klunzige verteltechniek is, maar dat de auteur dit bewust deed vanuit een bepaalde visie over patroon en structuur.

### Poëzie
Tijdens de Amerikaanse Revolutie zetten zowel royalisten als continentalen poëzie in ter verdediging van de eigen zaak. Beide partijen bezongen hun helden in verzen en liederen als "The Yankee Doodle Boy", "Nathan Hale" en "The Epilogue".
De Amerikaanse dichter bij uitstek van die periode was Philip Freneau, wiens liederen en gedichten als propaganda werden aangewend. Bekende romantisch aandoende gedichten waren in die tijd "The Indian Burying Ground", "The Wild Honey Suckle", "To a Caty-did" en "On a Honey Bee". Andere, tegenwoordig vergeten vrouwelijke dichters uit de 18e eeuw zijn Elizabeth Graeme Fergusson en Annis Boudinot Stockton.
In 1793 verscheen de eerste anthologie met Engelstalige poëzie van Amerikaanse bodem: American Poems, onder redactie van de federalistische arts en letterkundige Elihu Hubbard Smith. American Poems was voornamelijk gewijd aan de werken van de Connecticut Wits (een literair genootschap aan Yale College), en bevatte ook gedichten van Philip Freneau, William Livingston, Sarah Wentworth Morton en Robert Treat Paine.

### Amerikaans toneel
De puriteinse overtuigingen van de kolonisten in Noord-Amerika verhinderden de ontwikkeling van het theater tot in de vroege 18e eeuw. Toen een aantal Engelse acteurs in het zuiden aankwamen en stukken opvoerden op verschillende locaties betekende dit het echte begin van het Amerikaans theater. De toneelstukken die in deze periode opgevoerd werden, waren echter niet veel meer dan matige adaptaties van Engelse succesvoorstellingen.
William Dunlap, de eerste historicus van het Amerikaans theater, schreef dat op 5 september 1752 de eerste toneelvoorstelling plaatsvond door een regulier gezelschap acteurs uit Engeland, de Hallam Company. Zij voerden Shakespeares The Merchant of Venice op in Williamsburg - toen de hoofdstad van Virginia - in een gebouw dat voor die gelegenheid was ingericht. Voor de komst van de Hallams waren er echter reeds overal in de koloniën voorstellingen geweest. Dunlap wist blijkbaar niets van het theater dat in 1716 in Williamsburg werd gebouwd, noch van de opening van een theater in New York in 1732.
The Prince of Parthia door Thomas Godfrey was het eerste door een Amerikaan geschreven toneelstuk dat in de Verenigde Staten op 24 april 1767 werd opgevoerd door een professionele bezetting van acteurs. De publicatie dateert van 1765. Van 1774 tot 1782 was het opvoeren van toneelstukken in de VS echter helemaal verboden door het Continental Congress, vanwege het "frivole" karakter. In New York vond op 16 april 1787 met The Contrast door Royall Tyler de opvoering van de eerste Amerikaanse komedie door beroepsacteurs plaats. Geïnspireerd door het succes van The Contrast schreef William Dunlap zijn eerste komedie, The Father, die op 7 september 1789 in New York werd opgevoerd. In totaal schreef hij een vijftigtal toneelstukken, die meestal succesvol waren.

### Invloed van Verlichting
De Amerikaanse Verlichting (ca. 1715-1800) was een periode waarin intellectuelen van de dertien koloniën ideeën ontwikkelden die uiteindelijk zouden leiden tot de Amerikaanse Revolutie, de Amerikaanse onafhankelijkheid, en de creatie van de Amerikaanse republiek met de grondwet van 1787. Beïnvloed door de 18e-eeuwse Europese Verlichting, paste de Amerikaanse Verlichting wetenschappelijk redeneren toe op gebieden als politiek, wetenschap en religie. Benjamin Franklin, Thomas Jefferson, James Madison, John Adams en James Wilson waren enkele van de bekendste persoonlijkheden.
De bevolking in de kolonies nam in deze periode sterk toe en lag rond 1760 op 1.600.000, wat ook het toegenomen aantal religieuze en politieke meningen verklaart. In de Amerikaanse literatuur verschoof de aandacht van de puriteinse idealen naar de kracht van de menselijke geest en het rationele denken. Veel intellectuelen waren van mening dat de mens dankzij de door Isaac Newton beschreven wetten in staat was het gehele heelal te begrijpen. Tegen het einde van de 18e eeuw verloor het puritanisme zelfs in New England veel van zijn politieke en morele controle. Het aantal onkerkelijke kolonisten was al groot in het begin van de kolonisatie, en groeide nog verder aan met de jaren. Buiten New England, waar de helft van de bevolking omstreeks 1775 van niet-Engelse afkomst was, was die controle zelfs nog veel kleiner. Als reactie daartegen ontstond er dan weer met de Second Great Awakening vanaf 1790 een evangeliserende beweging.

### Opkomst van de indiaanse literatuur
De Noord-Amerikaanse indianen in de VS en Canada kenden tot aan de tijd van de Europese kolonisaties uitsluitend een orale traditie, die in de 18e en 19e eeuw door sommige blanken zoals William Henry – een Brit die in 1755 door de Irokezen gevangen was genomen –, Henry Wadsworth Longfellow en Henry Rowe Schoolcraft werd vastgelegd. Onder de indianen vond geleidelijk aan een zekere mate van assimilatie plaats ten opzichte van hun overheersers, van wie zij een aantal zaken overnamen, waaronder de christelijke godsdienst en het schrift. De Mohegaan Samson Occom was in 1772 de eerste indiaan die een geschreven preek in het Engels uitbracht, A Sermon Preached at the Execution of Moses Paul, an Indian. In een postuum verschenen autobiografie bekritiseert hij het beleid van de blanken ten aanzien van de indianenbevolking. Na de Amerikaanse Onafhankelijkheidsoorlog kregen de blanke inwoners van Amerika steeds meer interesse voor de indianen. Soms werden de autobiografieën van indianen door de blanken schriftelijk vastgelegd. Aldus bekend geworden zijn bijvoorbeeld de verhalen van Black Hawk, Geronimo en Crashing Thunder.

## 19e eeuw en fin de siècle
Gedurende bijna 200 jaar waren Amerikaanse lezers aangewezen op Europa, vooral op wat er in Groot-Brittannië verscheen. Zo werden onder meer de Schot Robert Burns en de Engelse schrijvers Lord Byron, Percy Bysshe Shelley en John Keats veel gelezen in de Nieuwe Wereld. Het was voor Amerikaanse schrijvers ook bijzonder moeilijk om hun boeken aan de man te brengen, want van de Engelse boeken verschenen goedkope piraatversies op de markt waartegen ze moeilijk konden concurreren.. Begin 19e eeuw kwam er verandering, doordat auteurs, critici en de lezers zelf verlangden naar een nationale literatuur met eigen, Amerikaanse thema's. Twee bijzonder belangrijke literaire figuren die deze ontwikkeling naar een productie van eigen bodem stimuleerden waren 'New Yorkers': in de eerste drie decennia van de 19e eeuw voedden de schrijver van korte verhalen Washington Irving en de romanschrijver James Fenimore Cooper met hun mythische frontierverhalen de honger van hun landgenoten naar een eigen Amerikaanse identiteit. Cooper schreef met de Leatherstocking Tales een reeks romans met de held Natty Bumppo (Hawkeye) die epische avonturen beleeft en de gevaren trotseert die gepaard gingen met de expansie naar het wilde westen. Romans als The Last of the Mohicans (1826) spiegelden de lezers een ongebonden, sterke Amerikaanse geest voor. In het werk van Cooper verplaatst de 'frontier' zich van Oost naar West; omstreeks 1890 was van een 'frontier' geen sprake meer.
Niet alleen New York werd een centrum van literaire activiteit. In New England ontstond bijvoorbeeld het transcendentalisme met schrijvers als Ralph Waldo Emerson. In zijn gedichten probeerde hij niet zozeer welsprekend te zijn, maar de feiten zoals hij ze ervoer weer te geven. En dan was er nog Emily Dickinson die in Massachusetts gedichten over de zin van het leven, de dood en onsterfelijkheid schreef. Zij behoorden tot de pioniers die de Amerikaanse literatuur een eigen stem en gezicht gaven.

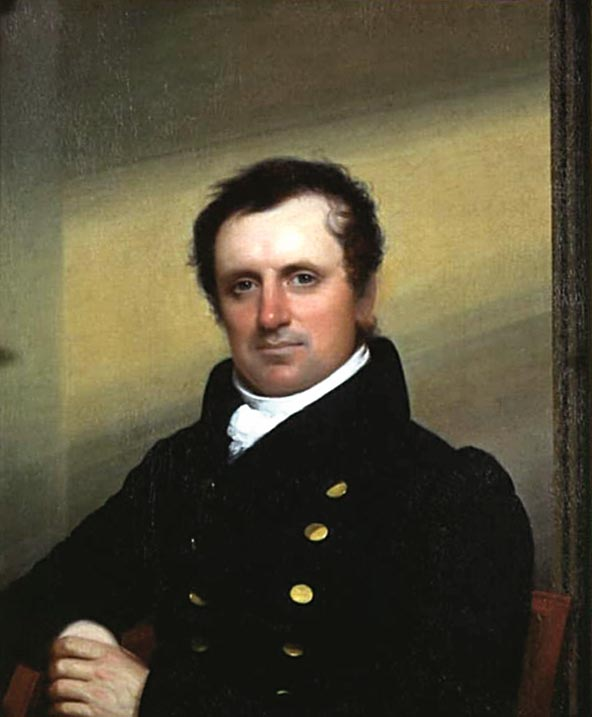
James Fenimore Cooper
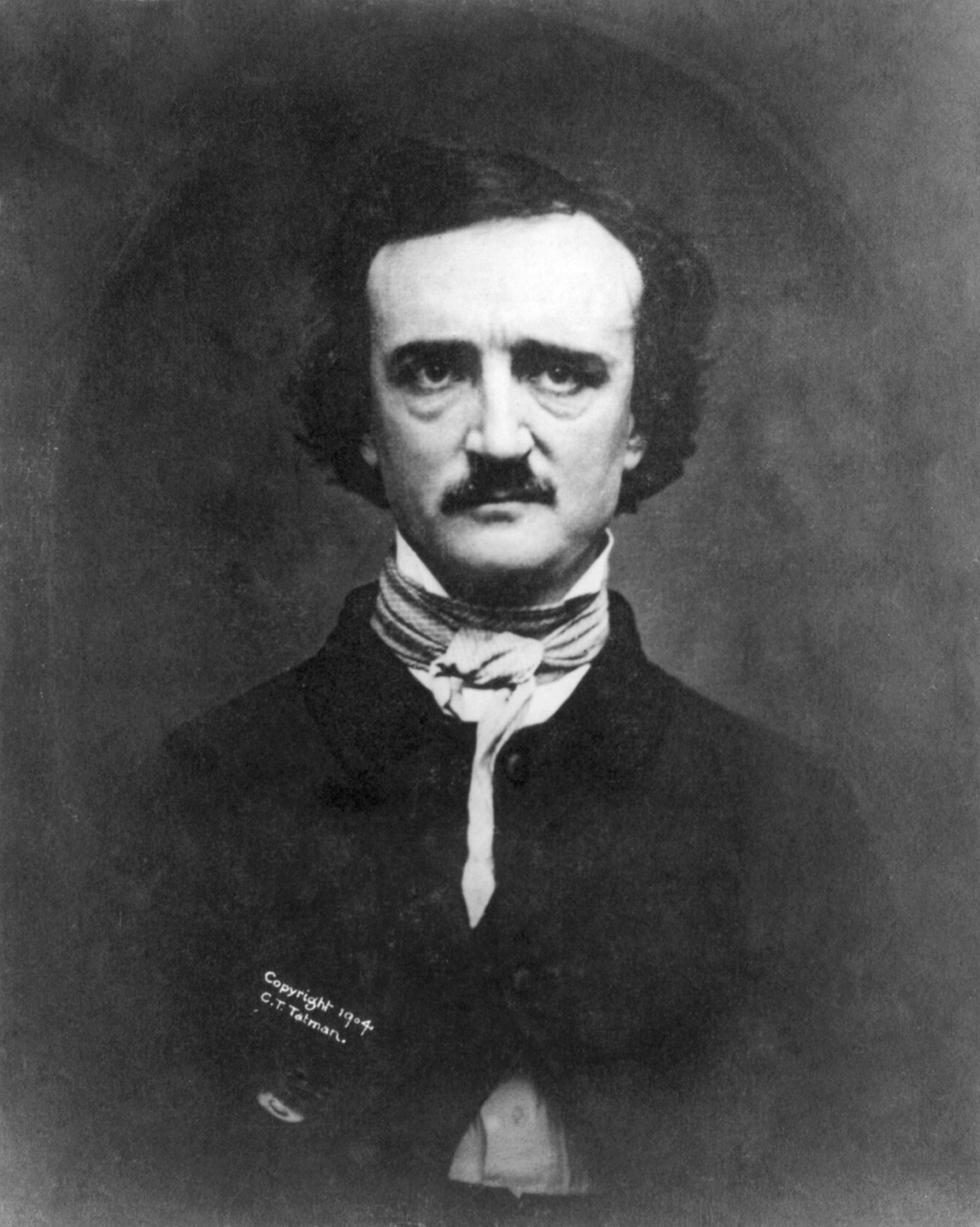
Edgar Allan Poe
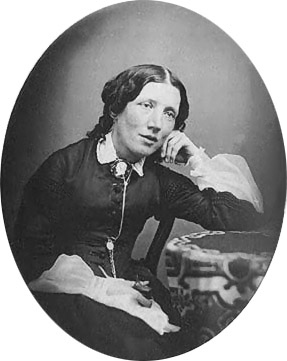
Harriet Beecher Stowe
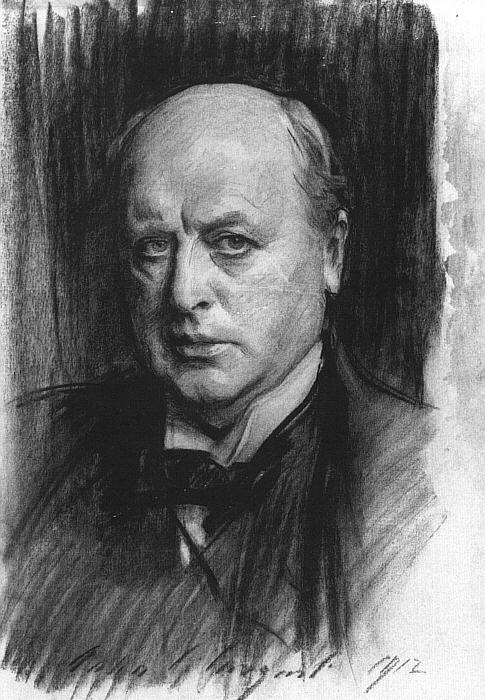
Henry James

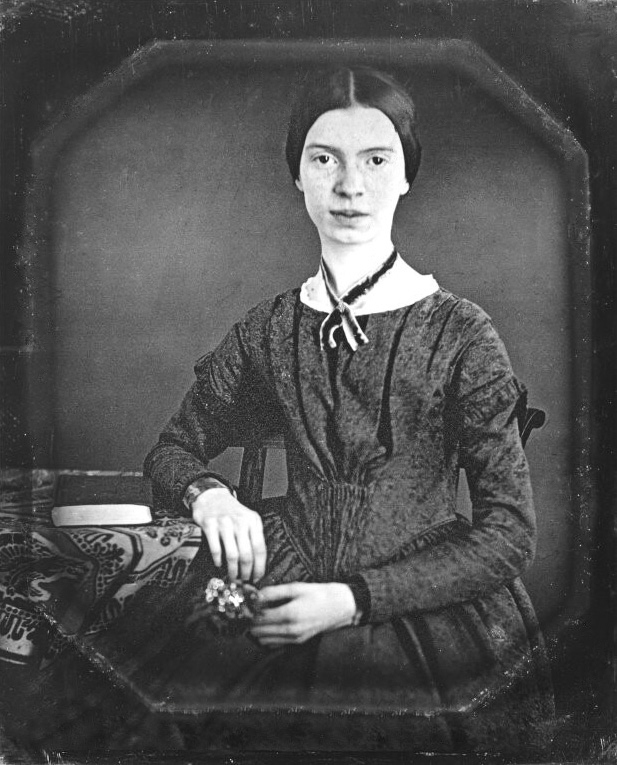
Emily Dickinson
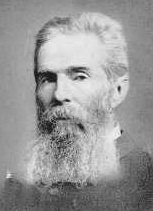
Herman Melville
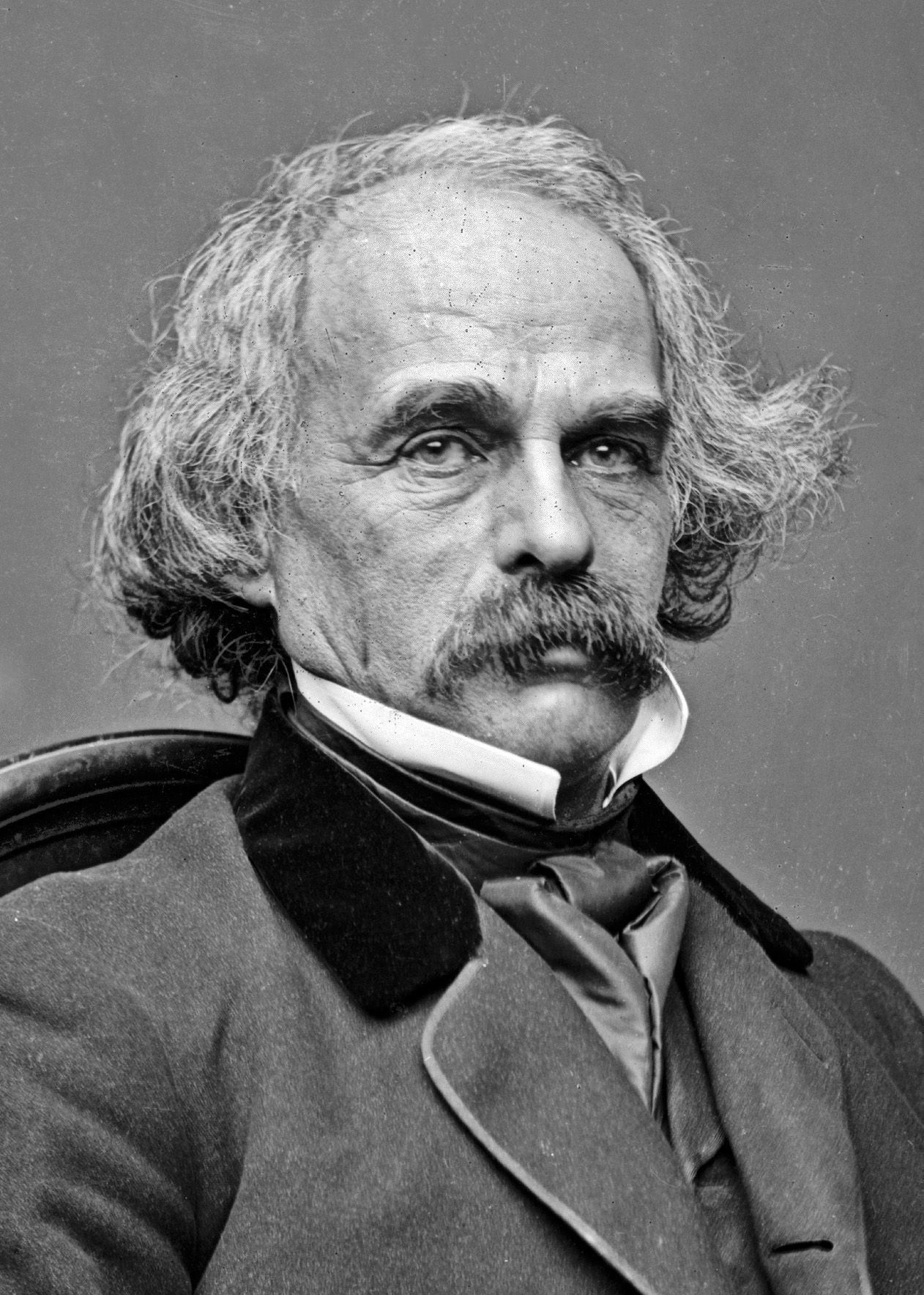
Nathaniel Hawthorne
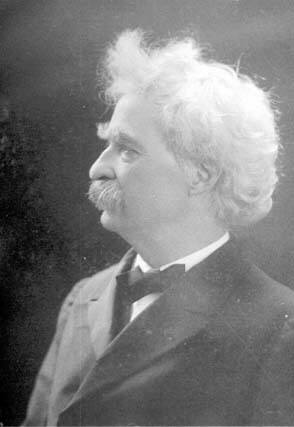
Mark Twain

### Poëzie
Whitmans magnum opus Leaves of Grass betekende een vernieuwing in de poëzie door de vrij vloeiende versregels van onregelmatige lengte en de verering van een sterke lichamelijkheid en verbondenheid met de natuur. D.H. Lawrence zou over hem zeggen (geparafraseerd): "Whitman was de eerste die het oude morele concept verbrak van een superieure ziel die 'boven' het lichaam stond." In tegenstelling daarmee is Emily Dickinsons (1830-1886) poëzie conventioneler maar zeer geestig, doorwrocht en psychologisch sterk. Veel van haar poëzie gaat over de dood, maar met een vreemde wending, zoals haar bekende gedicht Because I could not stop for Death (Omdat ik geen tijd had om de Dood op te wachten).
Een groep dichters uit New England die bekend werd als de Fireside Poets was in eigen land, en zelfs daarbuiten, even populair als Alfred Tennyson en andere Britse dichters uit die tijd: Henry Wadsworth Longfellow, William Cullen Bryant, John Greenleaf Whittier, James Russell Lowell en Oliver Wendell Holmes, Sr. maakten deel uit van deze groep. Longfellow was de bekendste van de Fireside Poets. Zijn poëtische vertellingen droegen bij tot het creëren van een nationaal-historische mythe, die kleurrijke aspecten van het Amerikaanse verleden romantiseerde. Zo handelt Evangeline (1847) over twee geliefden die gescheiden worden tijdens de Franse en Indiaanse Oorlog (1754-1763), en is zijn epische gedicht The Song of Hiawatha (1855) een fictief relaas over een grote indianenleider.
Edgar Allan Poe, wiens bekendste gedicht The Raven (De raaf) uit 1845 is, schiep een unieke sfeer die grote invloed uitoefende op Franse symbolisten als Baudelaire en Mallarmé.

### Toneel
Het inheemse Amerikaanse drama kende in de 19e eeuw vrijwel geen noemenswaardige vertegenwoordigers. Hayes heeft het in "The Drama of the Everyday" over "the sorry state of the American stage before the twentieth century." Alleen Clyde Fitch wordt gunstiger beoordeeld. In 1890 begon hij zijn carrière als dramaturg met de opvoering van "Beau Brummell", en in de volgende twintig jaar zou hij enorm succesvolle toneelstukken blijven schrijven. Er werden vooral veel toneelstukken van beroemde Engelse schrijvers opgevoerd. Amerikaanse toneelstukken, geschreven aan het einde van de 19e en het begin van de 20e eeuw, zijn weinig vernieuwend en blijven vasthouden aan clichés en vals sentiment. Het onvermijdelijke happy end hoorde erbij.
De reeds genoemde William Dunlap (1766-1839) was de eerste professionele toneelschrijver in de Verenigde Staten. Hij maakte vanaf 1789 adaptaties van Europese toneelstukken voor het Amerikaanse publiek en bleef ook in de 19e eeuw een succesvol dramaturg. James Nelson Barker (1784-1858) was de eerste die de Pocahontaslegende in The Indian Princess (1808) op het toneel bracht. Populair waren drama's over psychologische afwijkingen en extremen, zoals The Witching Hour (1908) door Augustus Thomas (1857-1934) en The Faith Healer (1909) door William Vaughn Moody.

### Abolitionistische schrijvers
Harriet Beecher Stowe (1811–1896) schreef met Uncle Tom's Cabin (1852) een sterk pleidooi voor de afschaffing van de slavernij. Na de publicatie van het boek werden er in een paar dagen 10.000 exemplaren van verkocht, en 300.000 exemplaren in het eerste jaar. Het werd een internationale bestseller. Our Nig (Onze neger, 1859) is de titel van de eerste gepubliceerde roman van een Afro-Amerikaanse vrouw. Pas onlangs is vastgesteld dat Harriet E. Wilson (1808? -1870) de auteur was. Andere abolitionistische schrijvers waren Lydia Maria Child met onder meer het pamflet Anti-Slavery Catechism uit 1839 en A Romance of the Republic (1867), een roman over een gemengd huwelijk. Ook Wendell Phillips (1811-1884), Thomas Wentworth Higginson (1823-1911) en William Lloyd Garrison (1805-1879) waren bekende voorstanders van de afschaffing van de slavernij. De voormalige slaven Frederick Douglass (1818-1895), Harriet Jacobs (1813? -1897) en Solomon Northup (1808–1863?) publiceerden autobiografische werken over hun tijd in slavernij.
Afro-Amerikaanse dichters die schreven over de afschaffing van de slavernij en de emancipatie van slaven zijn George Moses Horton, de eerste Zuidelijke zwarte dichter, en Joshua McCarter Simpson, wiens liedjes over emancipatie populair werden bij de zwarte slaven. Frances Ellen Watkins Harper schreef gepassioneerd over de afschaffing van de doodstraf en de onderdrukking van de vrouw. Haar succesvolste boek was Poems on Miscellaneous Subjects (1854), waarin ook het anti-slavernijgedicht Bury Me in a Free Land voorkomt.

### Vrouwelijke schrijvers

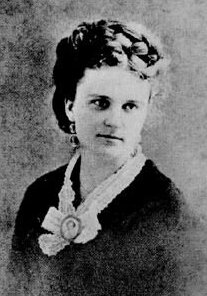
Kate Chopin in 1894

Een belangwekkende ontwikkeling in de 19e-eeuwse Amerikaanse literatuur is de rol die vrouwen voor zichzelf begonnen op te eisen. In hun werk revolteerden zij tegen het traditionele beeld van de vrouw. Vrouwelijke 19e-eeuwse schrijvers die nu gewaardeerd worden, zoals Caroline Kirkland, Alice Cary, Elizabeth Stoddard en Rebecca Harding Davis, werden door hun mannelijke collega's vaak niet ernstig genomen. Hawthorne deed hen af als "a damned mob of scribbling women" (een vervloekte bende krabbelende vrouwen). Deze zelfbewuste vrouwen schreven immers over dingen die niet pasten bij de traditionele opvattingen over de relaties binnen het huwelijk. Vrouwen als Kirkland schreven over het ruwe leven aan de frontier, en hoe slecht de vrouwen door hun dronken en gewelddadige mannen behandeld werden (bijvoorbeeld in A New Home). De constante vrees van de vrouwen is een terugkerend thema in haar werk. Alice Cary schreef romans; haar poëzie was populair en werd bewonderd door Edgar Allan Poe. Zij wordt nu vooral herinnerd om haar bundels korte verhalen, waaronder Clovernook; or, Recollections of Our Neighborhood in the West (1852). Elizabeth Stoddard zag zichzelf als een intelligente en passionele vrouw voor wie het huwelijk een machtsstrijd was, en het moederschap iets dat haar afleidde van de weg die ze voor zichzelf had gepland. In de jaren 1860 publiceerde ze haar beste werk, met romans als The Morgesons (1862), waarin ze schrijft vanuit het standpunt van een mannelijke protagonist. Rebecca Harding Davis vond het haar taak om het gewone leven te beschrijven ("to dig into the commonplace, this vulgar American life"). Zo vertelt ze in Life in the Iron Mills uit 1861 over het sombere leven van de fabrieksarbeiders.
Een andere productieve romancière was Catharine Maria Sedgwick. Zij schreef A New England Tale (1822), Redwood (1824), Hope Leslie (1827), en The Linwoods (1835).
Kate Chopin schreef korte verhalen en romans en wordt nu door sommigen gezien als een voorloper van de 20e-eeuwse feministische schrijvers. Haar fel bekritiseerde tweede roman, The Awakening (1899), vertelt het verhaal van een vrouw die zich door de onderdrukkende moraal van de laat-19e-eeuwse samenleving belemmerd voelt in haar emotionele en seksuele ontwikkeling. Zelfs de bibliotheek van haar geboortestad, St. Louis, weigerde het op te nemen. Hoewel The Awakening nu als een Amerikaanse klassieker wordt beschouwd, heeft Kate Chopin zelf er nooit de vruchten van geplukt, en het boek zou nog meer dan dertig jaar in de vergetelheid blijven.

### Indianen

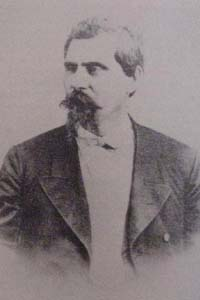
John Rollin Ridge

Vanaf de 19e eeuw schreven de indianen vaker in het Engels over hun eigen volkeren. Bekende namen in dit verband zijn bijvoorbeeld David Cusick, Hendrick Aupaumut en Maris Bryant Pierce. Deze laatste voerde intensieve correspondentie met de Amerikaanse overheid over de levensomstandigheden van de oorspronkelijke bewoners van Noord-Amerika, met name de Seneca (Address on the present condition and prospects of the aboriginal inhabitants of North America, 1838). David Cusick was de auteur van Sketches of Ancient History of the Six Nations (1828), mogelijk de vroegste Engelse beschrijving van de inheems-Amerikaanse geschiedenis en mythologie die door een indiaan werd gepubliceerd. Upaumut was een belangrijk leider van de Stockbridge-Mahicanen en bemiddelaar in de strijd tussen het Amerikaanse leger en opstandige indianenstammen. Hij schreef in 1792 A Short Narration of My Last Journey to the Western Country, een gedetailleerd verslag van zijn reis naar de westelijke territoria en van zijn onderhandelingen met de verschillende volkeren. De Cherokee John Rollin Ridge was de eerste Amerikaanse indiaan die een roman schreef: The Life and Adventures of Joaquín Murieta, niet over zijn eigen volk, maar over een legendarische Mexicaanse bandiet.
In 1819 vond de Cherokee Sequoyah een eigen syllabisch schrift van 85 tekens uit, dat tot 1903 in verschillende stammen onderwezen werd. In de periode 1828-34 verscheen het weekblad Cherokee Phoenix (uitgegeven door Elias Boudinot), dat zowel in het Cherokee als in het Engels was.

### Romantiek
De romantiek (ca. 1800-1840) was een literaire en artistieke beweging van de 19e eeuw die reageerde tegen de te strakke vormvoorschriften van het voorafgaande neoclassicisme. Er moest meer plaats komen voor verbeelding, emotie, natuur, individualiteit en het exotische. Puur Amerikaanse onderwerpen werden geïntroduceerd, zoals het leven aan de frontier. Het probleem met het definiëren van literaire stromingen is dat auteurs zelden netjes in de vakjes passen waar men ze in wil plaatsen. Zo zijn er bijvoorbeeld in Moby-Dick van Melville zowel sterk realistische als romantische elementen aan te wijzen. Romantiek is duidelijk in de werken van Amerikaanse schrijvers zo divers als James Fenimore Cooper, Emily Dickinson, Frederick Douglass, Ralph Waldo Emerson, Margaret Fuller, Nathaniel Hawthorne, Washington Irving, Henry Wadsworth Longfellow, Herman Melville, Edgar Allan Poe, Henry David Thoreau en Walt Whitman.

### Regionalisme en realisme
Vooral na de Oorlog van 1812 en bij romantische schrijvers manifesteerde zich in de Verenigde Staten een duidelijke drang om iets unieks Amerikaans te produceren. De uitdrukking "Great American Novel" dateert ook uit de 19e eeuw (1867) en weerspiegelt het streven naar een eigen Amerikaanse identiteit. Het contact met Europa ging echter nooit verloren. Henry James, die zich permanent vestigde zich in Engeland, maakte er zelfs het centrale thema van zijn omvangrijke werk van.
Een aantal literaire sleutelfiguren die de evolutie naar een literatuur met een eigen gezicht ondersteunden, waren Washington Irving, William Cullen Bryant, James Fenimore Cooper en Edgar Allan Poe, waarbij vooral Irving als pionier van een unieke Amerikaanse stijl naar voren wordt geschoven. Naast James Fenimore Cooper werd ook Irving als een van de eerste Amerikaanse auteurs in Europa bekend. Bij het grote publiek werd hij nog het bekendst dankzij zijn korte verhalen Rip van Winkle en The Legend of Sleepy Hollow uit zijn Sketch Book (1819), waarin duidelijk de stijl van Joseph Addison en Richard Steele is terug te vinden. Irving schreef daarnaast historische biografieën over onder meer George Washington, Oliver Goldsmith en Mohammed. Cooper is vooral bekend geworden dankzij zijn Leatherstocking Tales, een serie romans waarin de verhouding met de indianen centraal staat.
Het realisme, zoals dat in de Franse esthetische theorie verscheen, manifesteerde zich in de literatuur als nauwkeurige, niet-geromantiseerde observatie van het menselijk leven en de natuur. Een voorbeeld hiervan is het proza van Gustave Flaubert. Het realisme werd in de Verenigde Staten vooral via de import van Engelse auteurs overgenomen. Aan de Europese voorbeelden voegt de Amerikaanse traditie met onder meer Whitman en Beecher Stowe meer openheid (democratie) in onderwerp en stijl toe.
In de eerste jaren na de Amerikaanse Burgeroorlog verschenen er – vaak deels autobiografische – romans en gedichten over dit thema. John William De Forests roman Miss Ravenel's Conversion from Secession to Loyalty (1867) wordt beschouwd als een van de eerste realistisch getinte literaire werken in de Amerikaanse literatuur, net als zijn latere werken Kate Beaumont (1872) en Honest John (1875). Ook Ambrose Bierce schreef enkele realistische verhalen over de Burgeroorlog.
William Dean Howells, Mark Twain en Henry James zouden het Amerikaans proza in het laatste kwart van de 19e eeuw domineren. Daarbij trad Howells op als de vriend en uitgever van beide andere mannen. Hij werd de meest invloedrijke Amerikaanse schrijver van de laatste decennia van de eeuw, en schreef een honderdtal boeken. Niet in het minst vanwege zijn talent als openbaar spreker werd Twain echter veruit de populairste van de drie. Zijn stijl was sterk beïnvloed door zijn journalistieke werk. Hij schreef net als Henry James – een belangrijke vertegenwoordiger van de psychologische roman – op een ongeornamenteerde, directe wijze, met veel aandacht voor het gewone leven en gewone mensen die hij in hun eigen dialect liet spreken. Over Henry James wordt gezegd dat zijn fictiewerk de kwintessens van het realisme vormde.
De grens tussen "realisme" en "regionalisme" is niet altijd scherp aan te geven. Realistische romans spelen zich wel vaak af in een stedelijke omgeving, en regionalistische romans in de 'periferie'. Mark Twain werd een "regionalist" genoemd omdat hij uit het zuiden van de VS kwam, dan een tijdje in het westen verbleef, en over beide regio’s schreef. Vooral na de Burgeroorlog bleek er veel vraag te zijn naar naïevere regionale verhalen, alsof de lezers nostalgisch wilden terugblikken naar de tijd van voor de oorlog als een tijd van onschuld.

Andere schrijvers die geassocieerd worden met het regionalisme zijn bijvoorbeeld de uitgever en journalist Francis Bret Harte (1836-1902) met zijn bekende korte verhaal The Luck of Roaring Camp and Other Stories (1868) over Californische gouddelvers die zelf een baby grootbrengen wanneer de Cherokee moeder sterft bij de bevalling, de dichter Edward Eggleston (1837-1902), die over de eenvoud van het leven in het Midwesten vertelde, en de dichter James Whitcomb Riley (1849-1916) die in het Hoosierdialect van Indiana schreef.
Er werden ook nog veel romans geschreven die niet realistisch of regionalistisch waren. Veel 19e-eeuwse Amerikaanse schrijvers – zoals Nathaniel Hawthorne en William Gilmore Simms in zijn voorwoord van The Yemassee – noemden hun romans vanwege het niet-realistische karakter liever romances dan novels.

### Transcendentalisme
Het transcendentalisme ontwikkelde zich in de jaren 1830 en 1840 als religieuze en filosofische beweging in de oostelijke regio van de Verenigde Staten. Het reageerde tegen de algemene toestand van de cultuur en de samenleving, en in het bijzonder tegen het intellectualisme aan de Harvard-universiteit en verwijderde zich in een latere fase van het unitarisme dat het eerst had omarmd. Transcendentalisme is nauw verwant met de idealen van de Duitse romantische filosofie, waarop met name Immanuel Kant veel invloed uitoefende, en die van Engelse auteurs als Carlyle, Coleridge en Wordsworth. De mystieke aspecten ervan werden deels beïnvloed door Indiase en Chinese religieuze leerstellingen.
Hoewel transcendentalisme niet streefde naar een systematische filosofie, hadden haar aanhangers toch een aantal basisprincipes en geloofsovertuigingen gemeen: het geloof dat God immanent is in elke persoon en in de natuur, en dat individuele intuïtie de grootste bron van kennis is. Dit leidde tot een optimistische nadruk op individualisme, zelfredzaamheid en afwijzing van traditioneel gezag. Slavernij in al zijn vormen (fysiek, mentaal, spiritueel) werd verworpen. Dogma en autoriteit moesten plaats ruimen voor het individuele geweten. De leiders van deze beweging woonden in Concord, een dorpje niet ver van Cambridge. De belangrijkste vertegenwoordigers van deze groep waren Ralph Waldo Emerson en Henry David Thoreau. Margaret Fuller was de eerste uitgeefster van het tijdschrift Dial, waarin gedurende vier jaar bijdragen verschenen van de door gemeenschappelijke idealen verbonden schrijvers. Andere transcendentalisten waren Bronson Alcott, George Ripley, Orestes Brownson en Jones Very. De ideeën van het transcendentalisme werden het treffendst uitgedrukt in Ralph Waldo Emersons essays Nature (1836), Self-Reliance en "The Over-Soul" (beide uit 1841), en door Henry David Thoreau in zijn boek Walden uit 1854.
Het transcendentalisme oefende ook een belangrijke invloed uit op wat in de 20e eeuw de Amerikaanse Renaissance werd gedoopt.

### Amerikaanse Renaissance
In de Amerikaanse literatuur was the American Renaissance een periode waarin veel Amerikaanse meesterwerken werden geschreven. Ruwweg gaat het om de jaren 1850-1855, al zijn er ook afwijkende definities en begrenzingen. Filosoof en essayist Ralph Waldo Emerson publiceerde zijn Representative Men (1850). Nathaniel Hawthorne, sinds de jaren 1830 vooral schrijver van korte allegorische verhalen, publiceerde de romans The Scarlet Letter (1850) en The House of the Seven Gables (1851). Herman Melville verwerkte zijn ervaringen als zeevaarder in een reeks romans waarvan zijn debuut Typee uit 1846, over zijn verblijf op een Polynesisch eiland nadat hij van een walvisvaarder was gedeserteerd, tijdens zijn leven het populairst was en hem bekend maakte als man die tussen kannibalen had geleefd. Na de Eerste Wereldoorlog werd zijn Moby-Dick 1851, over de obsessieve jacht van kapitein Achab op een mythische witte walvis, herontdekt. Henry David Thoreau publiceerde Walden (1854), het verslag van zijn experiment om eenzaam in een woud te verblijven. Dichter Walt Whitman publiceerde in 1855 de eerste editie van Leaves of Grass, dat hij in daaropvolgende edities steeds reviseerde. Het was F. O. Matthiessen die de benaming American Renaissance voor het eerst gebruikte in zijn boek American Renaissance: Art and Expression in the Age of Emerson and Whitman uit 1941. Matthiessen kreeg veel kritiek omdat hij zich bij zijn analyses uitsluitend baseerde op slechts vijf blanke mannen. Tegen het einde van de 20e eeuw begon men zijn canon uit te breiden met Emily Dickinson (die haar poëzie in de late jaren 1850 begon) en met Stowes Uncle Tom’s Cabin (1852).

## 20e eeuw 1914-1945
De periode 1914-1945 bracht ook in de Verenigde Staten grote veranderingen teweeg. De deelname aan de Eerste Wereldoorlog vanaf 1917 haalde de VS uit zijn geïsoleerde positie en markeerde het begin van dit land als wereldmacht. Urbanisatie, industrialisatie en immigratie zorgden eveneens voor ingrijpende sociale veranderingen. Nieuwe, in de 19e eeuw uitgevonden technologieën zoals telefonie en elektriciteit werden nu op grote schaal toegepast. In deze periode zorgde ook de uitvinding van de fonograaf en de film voor nieuwe vormen van vermaak en nieuwe amusementsindustrieën. De cultuur veranderde snel. Een van de meest ingrijpende technologieën in het interbellum, die ook een geheel nieuwe levensstijl inluidden, was de uitvinding van de auto. In het zogenoemde Jazz Agetijdperk zette de jongere generatie, die door de oorlog en de nasleep hiervan gedesillusioneerd was geraakt, zich op artistiek gebied af tegen de heersende orde. Bekende romans uit die tijd waarin dit verzet duidelijk tot uiting komt, zijn Dark Laughter van Sherwood Anderson en Nigger Heaven van Carl Van Vechten, waarin de zwarte bevolking wordt bewonderd vanwege haar vitaliteit (iets soortgelijks gebeurde in die tijd in Europa, bijvoorbeeld in de poëzie van Paul van Ostaijen). Het Amerika van de jaren twintig was echter heel anders dan het Amerika ten tijde van de Grote Depressie. Al deze culturele, politieke en economische veranderingen hadden natuurlijk hun weerslag op de literatuur. De invloed van grote literaire figuren als Ralph Waldo Emerson en Walt Whitman bleef nochtans sterk, alsof Amerika zich van zijn roots bewust bleef. Ook de "oudere" schrijvers zoals Herman Melville en Emily Dickinson werden nu beter gewaardeerd. Bovendien gingen de zuidelijke Amerikaanse staten gaandeweg een steeds belangrijkere rol spelen.
Het genre van de realistische Amerikaanse roman, dat door Mark Twain in het leven was geroepen, werd verder uitgewerkt door Jack London en Ambrose Bierce, maar vooral door Theodore Dreiser, die samen met Frank Norris als een belangrijke vertegenwoordiger van het naturalisme in de Amerikaanse literatuur wordt gezien. In dezelfde traditie kunnen de populaire hard-boiled detectives van Dashiell Hammett en Raymond Chandler uit de jaren dertig en veertig geplaatst worden.
Een aantal schrijvers die al vóór 1914 hadden gepubliceerd, werden nu grote namen in de literatuur: Gertrude Stein, Ezra Pound, Robert Frost, Sherwood Anderson, Carl Sandburg, Willa Cather, Ellen Glasgow en Sinclair Lewis. Het werk van deze tijd was een gedeeltelijke voortzetting van het regionalisme en getuigde vaak tevens van nostalgie naar het verleden. Schrijvers die hun piek pas na 1945 beleefden, schreven al voordien: Edmund Wilson, Richard Wright, Eudora Welty, Tennessee Williams en anderen. Pearl S. Buck won zowel de Pulitzerprijs voor de roman (1932) als de Nobelprijs voor Literatuur (1938), en werd een prominent voorvechter van de rechten van vrouwen en minderheden, vooral die van de Aziatische gemeenschap.

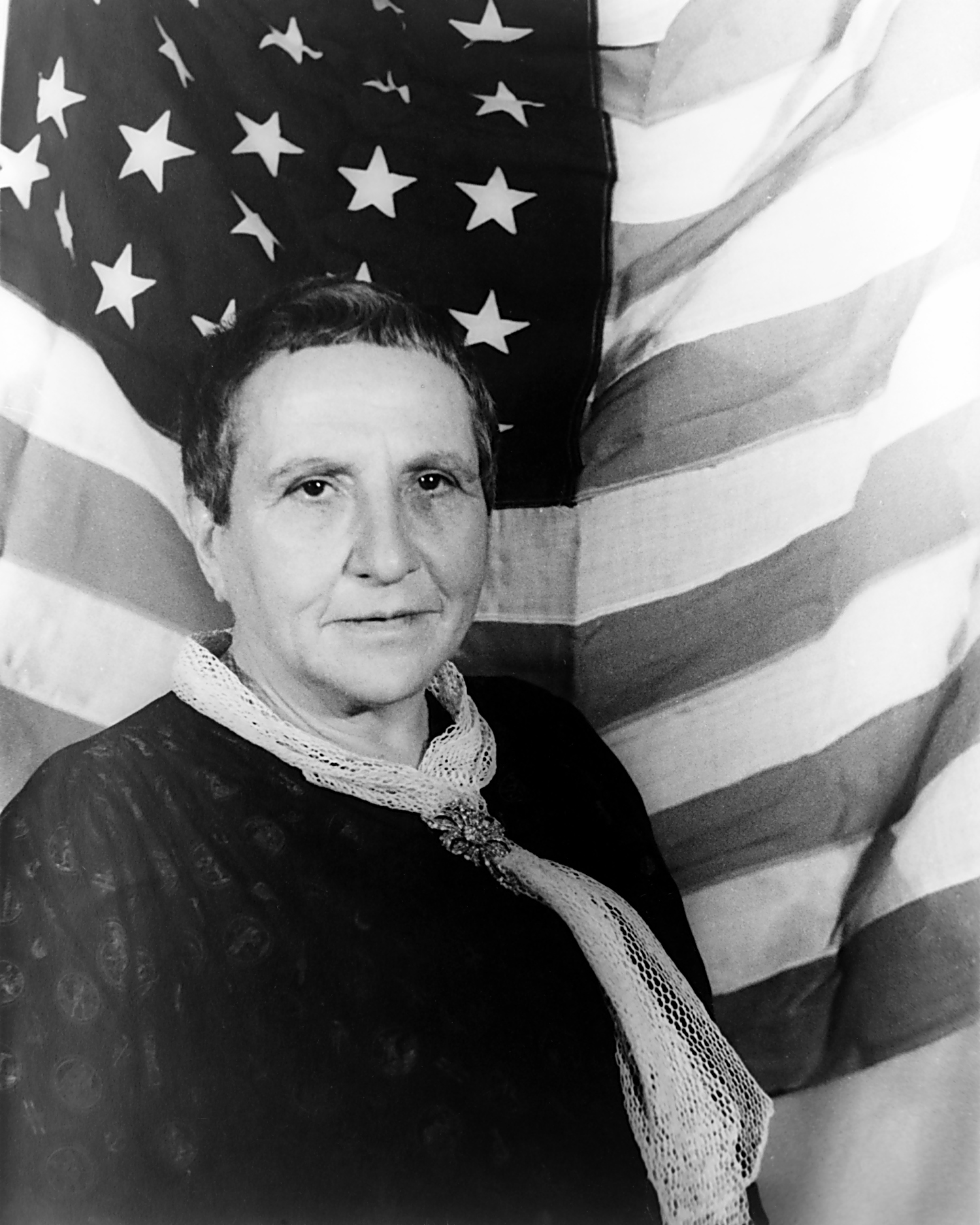
Gertrude Stein
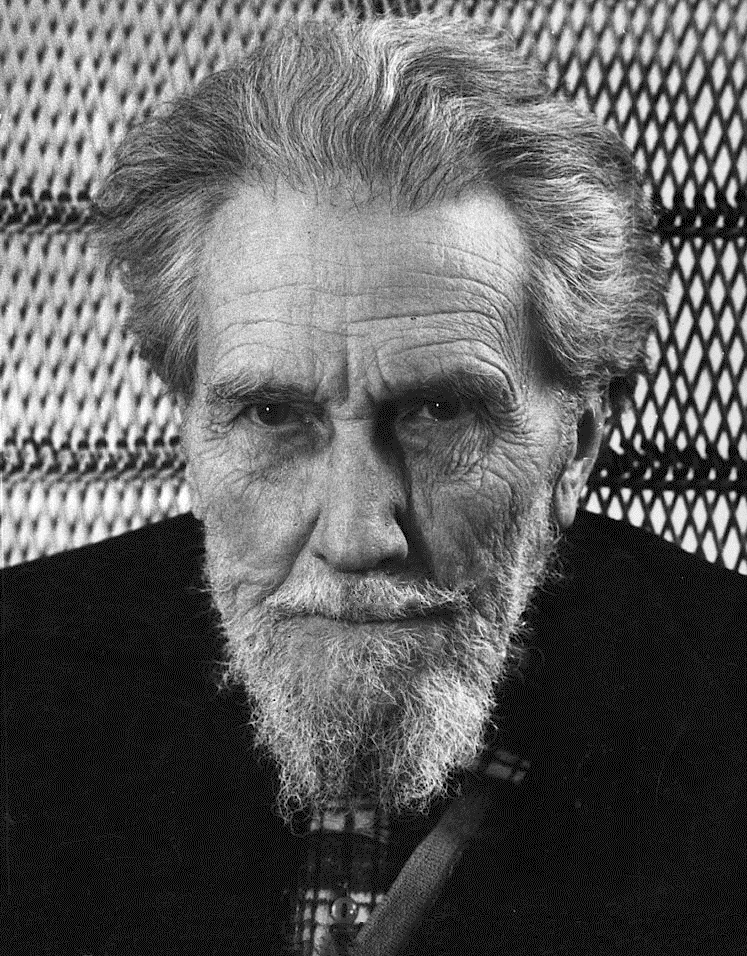
Ezra Pound
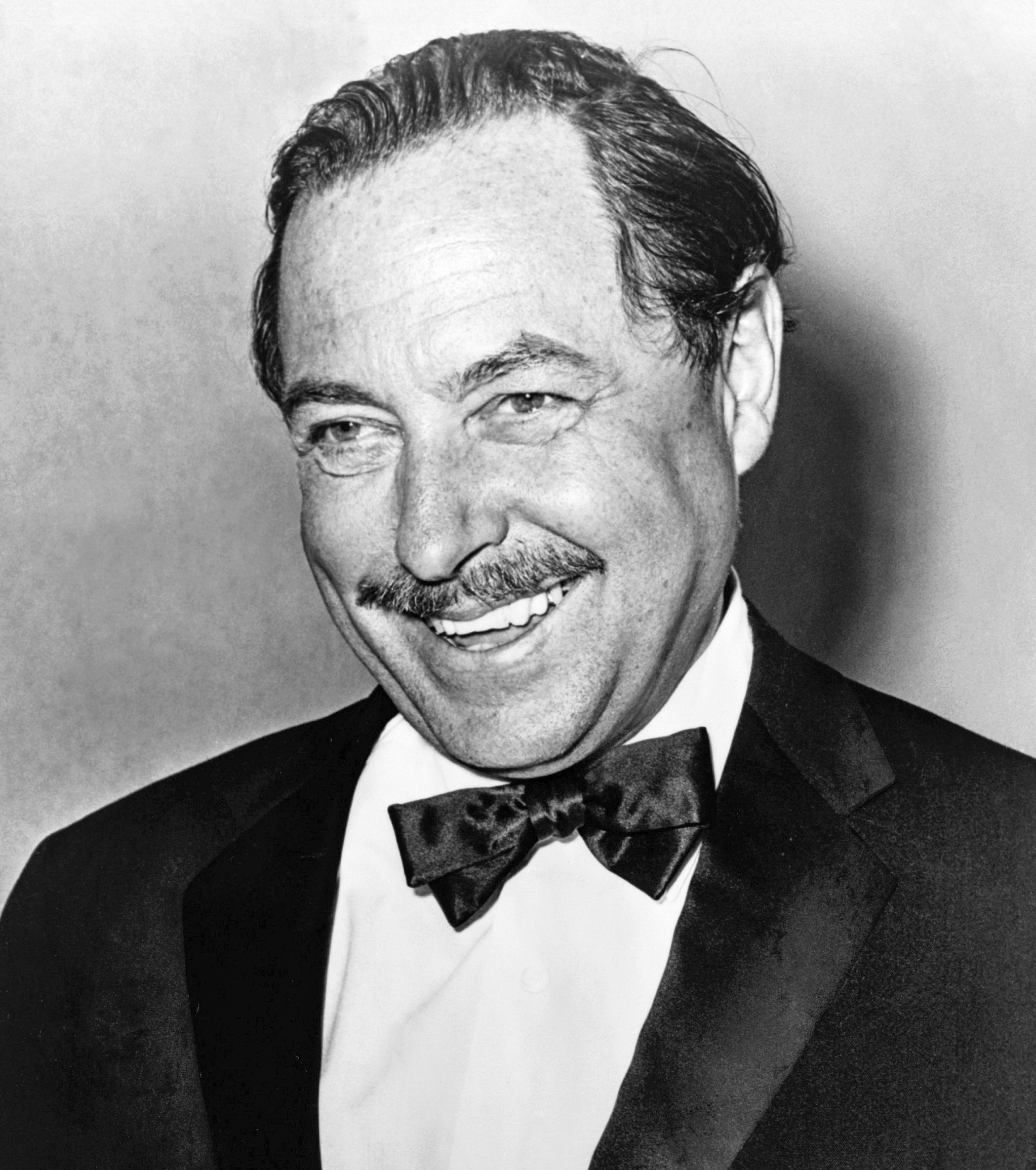
Tennessee Williams
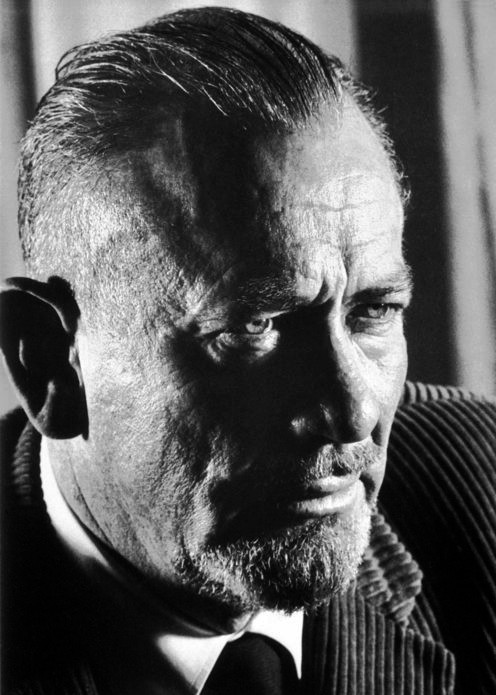
John Steinbeck

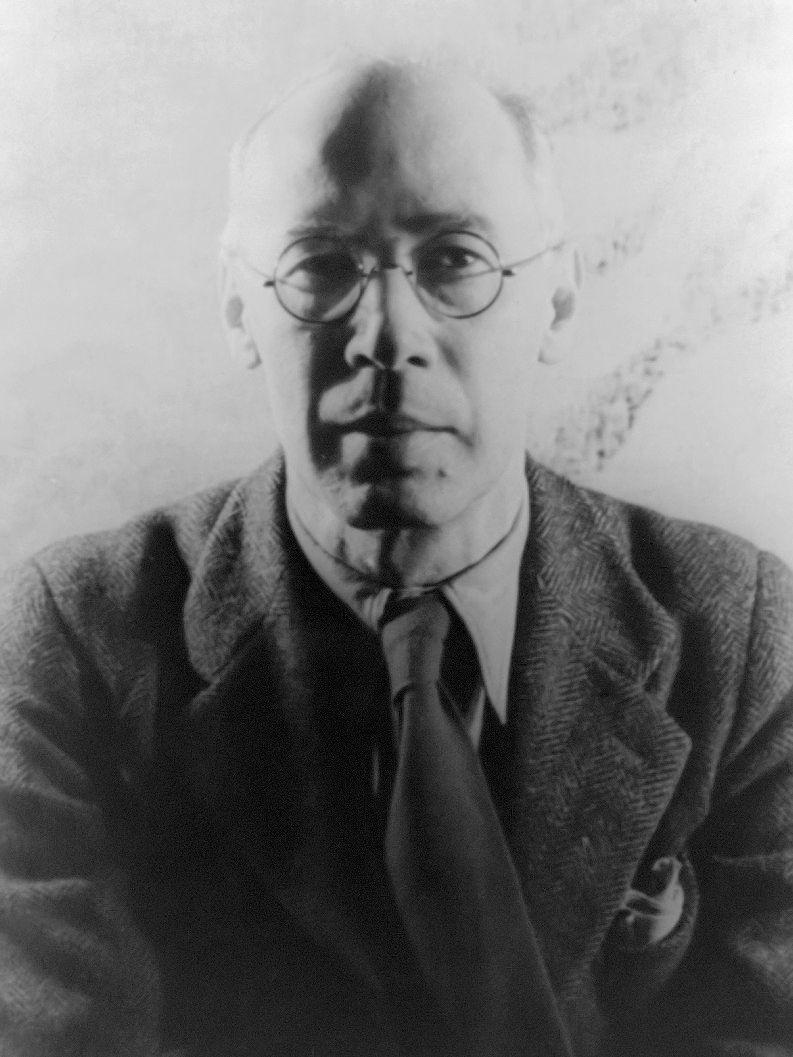
Henry Miller
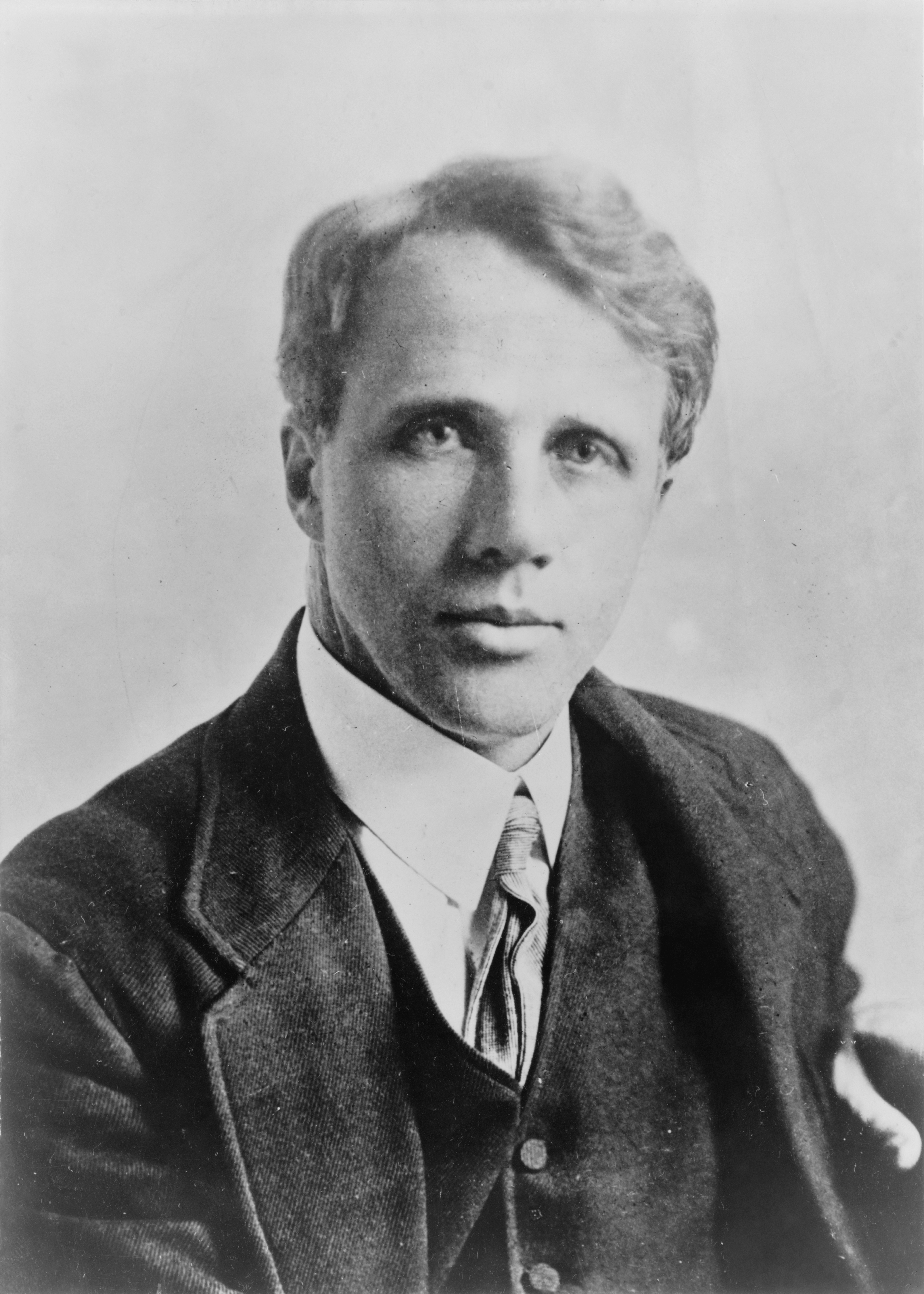
Robert Frost
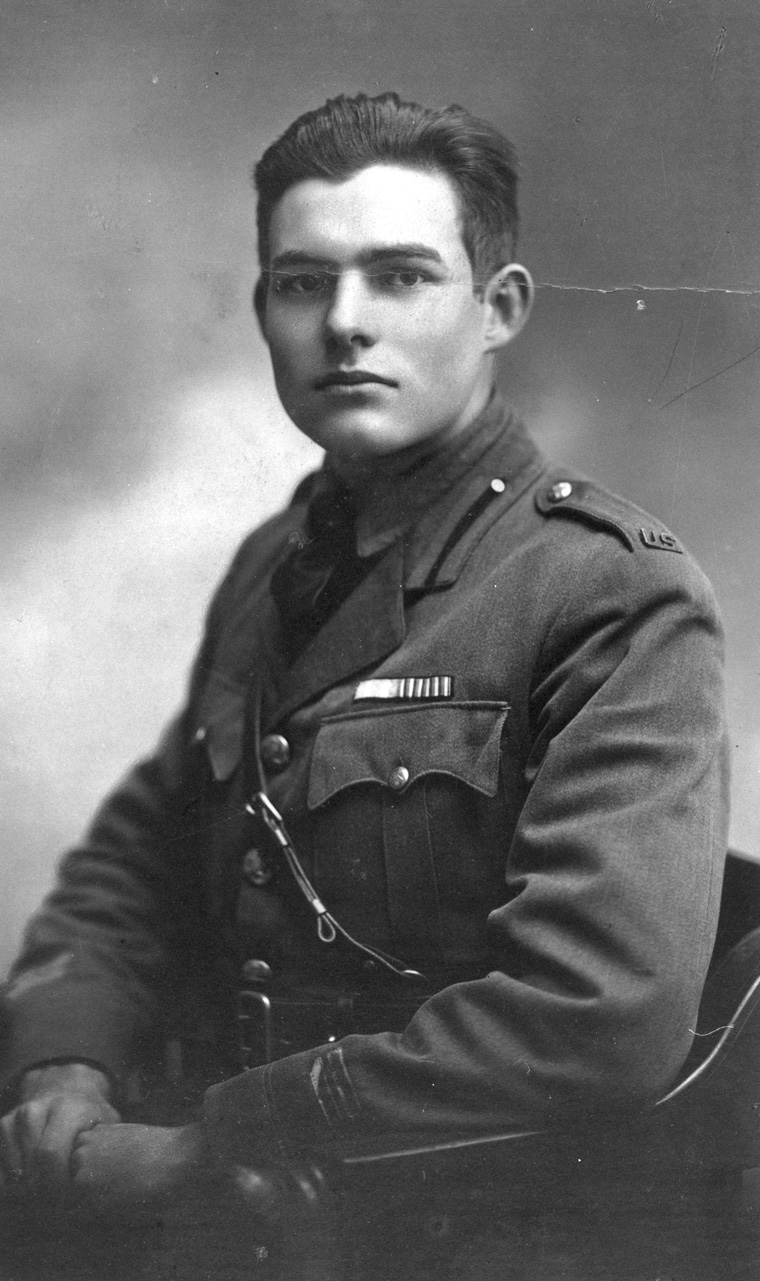
Ernest Hemingway
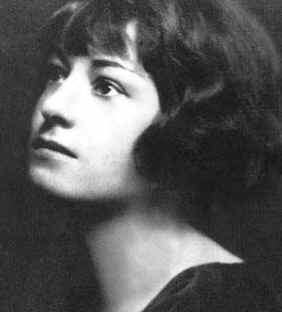
Dorothy Parker

### Lost Generation
De Amerikaanse dichteres Gertrude Stein was de eerste die de uitdrukking lost generation gebruikte.. In een gesprek met Ernest Hemingway zei ze: "Jullie zijn allen een verloren generatie." Jonge Amerikaanse schrijvers en kunstenaars trokken na de Eerste Wereldoorlog naar Parijs en andere Europese steden, op zoek naar de zin van het leven. De oorlog had een hele generatie jonge mensen ingrijpend veranderd, waardoor ze traditionele waarden als eer en +patriottisme in twijfel begonnen te trekken. In Parijs leidden ze een idealistisch bestaan met drank en liefdesaffaires. Het gaat in het algemeen om schrijvers en kunstenaars die geboren zijn in de twee laatste decennia van de negentiende eeuw.
De drie meest representatieve schrijvers van deze 'expatriates' zijn F. Scott Fitzgerald, Ernest Hemingway en John Dos Passos. Ernest Hemingway had als vrijwilliger in de Eerste Wereldoorlog meegevochten met de Italianen. Kranten uit die periode rapporteerden hoe Hemingway, met tientallen stukken granaatscherf in zijn been, heldhaftig een andere man uit een bombardement had gered. Deze oorlogservaringen vormden de basis van zijn roman A Farewell to Arms (1929). The Sun Also Rises (1926) was een naturalistische en schokkende roman die uitdrukking gaf aan van de naoorlogse ontgoocheling.
Ook John Dos Passos had de wreedheid van de oorlog meegemaakt en ook hij zat met vraagtekens over de betekenis van het gewone leven. Zijn roman Manhattan Transfer uit 1925 geeft een pessimistische visie op de hopeloze zinloosheid van het leven in een Amerikaanse stad. F. Scott Fitzgerald staat bekend als portrettist van de geest van het jazztijdperk. Hij zwierf door Europa en bezocht Noord-Afrika, maar keerde af en toe terug naar de VS. Tijdens de drooglegging in Amerika tussen 1928 en 1930 leefde hij in Parijs, waar hij de rol van chroniqueur van het tijdperk van de prohibition werd. Zijn eerste roman, This Side of Paradise (1925), werd een bestseller, terwijl van The Great Gatsby (1925) slechts 25.000 exemplaren verkocht werden.
Anderen die gewoonlijk worden opgenomen in de lijst van the lost generation zijn Sherwood Anderson, Kay Boyle, Hart Crane, Ford Madox Ford, Zelda Fitzgerald, Thomas Wolfe en John Steinbeck.

### Modernisme
Het modernisme was een eind 19e eeuw opgekomen internationale beweging die zich vooral deed gelden in de beeldende kunst, muziek en letteren en zich vanuit Europa ook naar Amerika verspreidde. Het Amerikaanse publiek kwam in aanraking met het modernisme op de geruchtmakende 'New York Armory show' uit 1913, waar kubistische schilderijen werden tentoongesteld. Vooral Marcel Duchamps Nu descendant un escalier (Naakte die een trap afdaalt) baarde veel opzien, omdat dit schilderij voor het ongetrainde oog enkel uit ruw geschetste rechthoeken bestond. Ook Stravinsky's modernistische Le Sacre du printemps veroorzaakte opschudding. De meeste grote Amerikaanse voorstanders van het modernisme waren 'permanente' emigranten, zoals Gertrude Stein, T.S. Eliot, Ezra Pound, en H.D. (Hilda Doolittle), of verbleven in deze periode in het buitenland.
Schrijvers die de modernistische principes onderschreven waren Hart Crane met The Bridge, William Carlos Williams met Paterson, en John Dos Passos die zijn U.S.A. trilogie schreef. Anderen, zoals Robert Frost, William Faulkner en Willa Cather, voegden aan dit internationale modernisme een regionale smaak toe, met een specifieke locatie en eigen idioom. Wat de ernstige literatuur uit deze periode in het algemeen typeert, is het thema van het sociale verval.
Schrijvers van de Harlem Renaissance, zoals Langston Hughes en Zora Neale Hurston, hadden gebroken met de stereotiepe kunstvormen uit de 19e eeuw die vergeven waren van onderdanigheid van de zwarte bevolking ten aanzien van de blanken. Zij namen bluesritmes en volkscultuur op in hun teksten, en belichtten de vitaliteit van de zwarte cultuur. Modernisten zoals Marianne Moore, H.D. (Hilda Doolittle), Katherine Anne Porter en Nella Larsen beeldden gedachten en ervaringen van vrouwen af zonder expliciet feministische standpunten in te nemen.

#### Dichters

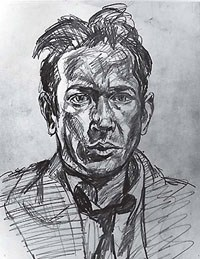
E.E. Cummings, zelfportret, ca. 1920

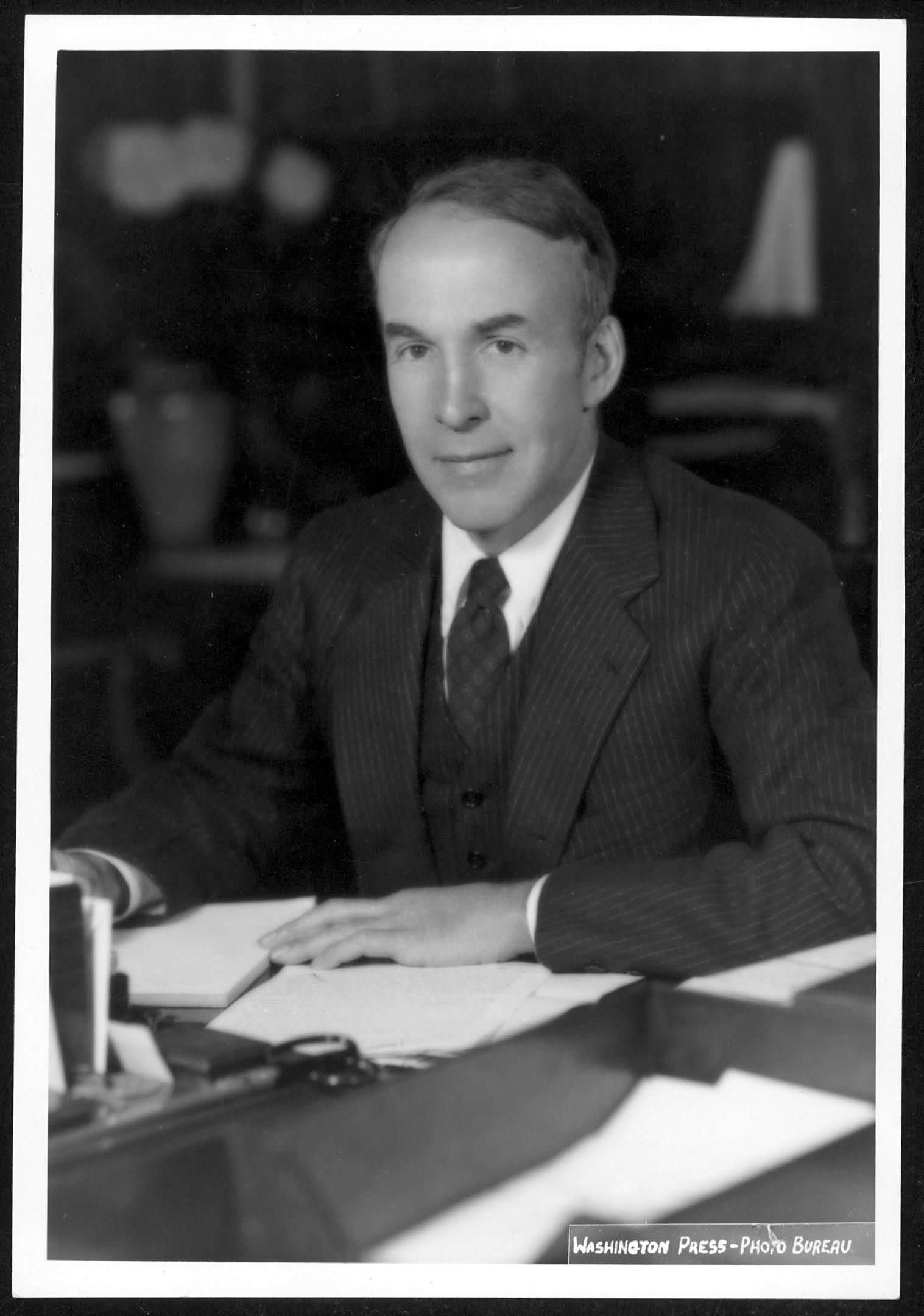
Archibald MacLeish

De uiteindelijke totstandkoming van echte inheemse Engelstalige poëzie in de Verenigde Staten was voornamelijk het werk van twee 19e-eeuwse dichters: Walt Whitman (1819-1892) en Emily Dickinson (1830-1886). Met hen brak de Amerikaanse poëzie los van het Engelse formalisme en kreeg zo een eigen gezicht. De directe toespraken van Whitman in het vrije vers en de aforistische en ironische stijl van Dickinson zouden de Amerikaanse poëzie van de 20e eeuw diepgaand beïnvloeden. Dit nieuwe idioom, gecombineerd met de studie van de 19e-eeuwse Franse poëzie, vormde de basis voor de 20e-eeuwse Engelstalige modernistische poëzie.
De leidende figuren in die tijd waren Ezra Pound (1885-1972) en T.S. Eliot (1888-1965), met hun afwijzing van de traditionele (victoriaanse) poëtische vorm en metrum. Beiden stuurden de Amerikaanse poëzie in de richting van een grotere compactheid, moeilijkheid en gelaagdheid, met de nadruk op technieken zoals fragmentatie, weglating en toespeling. Met name Ezra Pound zou de Amerikaanse poëzie openstellen voor diverse invloeden, inclusief die van de traditionele poëzie uit China en Japan.
Talrijke andere dichters leverden belangrijke bijdragen in deze voor de poëzie revolutionaire tijd, onder meer: Gertrude Stein (1874-1946), Wallace Stevens (1879-1955), William Carlos Williams (1883-1963), Hilda Doolittle (1886-1961), Marianne Moore (1887-1972), E.E. Cummings (1894-1962) en Hart Crane (1899-1932). Weer andere dichters uit deze periode, zoals Archibald MacLeish (1892-1982), experimenteerden met modernistische technieken, maar werden ook aangetrokken tot de traditionelere vormen van schrijven. Weer anderen, zoals Robinson Jeffers (1887-1962), maakten in hun gedichten gebruik van de modernistische vrijheid, terwijl ze zich toch afzijdig hielden van modernistische groeperingen en programma's.
De modernistische fakkel werd in de jaren 1930 overgenomen door een groep dichters die bekendstaat als de objectivisten. Deze omvatten Louis Zukofsky (1904-1978), Charles Reznikoff (1894-1976), George Oppen (1908-1984), Carl Rakosi (1903-2004), en later ook Lorine Niedecker (1903-1970). Kenneth Rexroth, die in 1932 werd opgenomen in de Objectivist Anthology, was samen met Madeline Gleason (1909-1973) een voorloper van de San Francisco Renaissance. Veel van de objectivisten kwamen uit stedelijke gemeenschappen van nieuwe immigranten, die vanuit hun taal en achtergrond een verrijkende invloed hadden op de Amerikaanse poëzie.

### Depressieliteratuur
Tijdens de Grote Depressie van de jaren dertig werd de Amerikaanse literatuur sociaal geëngageerder en directer. John Steinbeck werd geboren in Salinas in Californië, waar veel van zijn verhalen zich ook afspelen. Zijn stijl was eenvoudig en suggestief. Hij schreef vaak over armen, arbeiders en hun strijd om een fatsoenlijk en eerlijk leven te leiden. The Grapes of Wrath (1938), over de arme familie Joad die van Oklahoma naar Californië trekt op zoek naar een beter bestaan, wordt beschouwd als zijn meesterwerk. Andere populaire romans waren Tortilla Flat, Of Mice and Men, Cannery Row en East of Eden. Hij kreeg de Nobelprijs voor Literatuur in 1962. Andere schrijvers van de proletarische school waren Nathanael West, Olive Tilford Dargan, Tom Kromer en Robert Cantwell.
Henry Miller neemt van een unieke plaats in in de Amerikaanse literatuur van de jaren 1930. Zijn semiautobiografische romans, geschreven en gepubliceerd in Parijs, mochten niet in de Verenigde Staten verkocht worden. Zijn belangrijkste werken, Tropic of Cancer en Black Spring die pas vanaf 1962 voor Amerikaanse verkoop werden toegelaten, oefenden door de thema's en de stilistische vernieuwingen een grote invloed uit op volgende generaties Amerikaanse schrijvers.

### Toneel

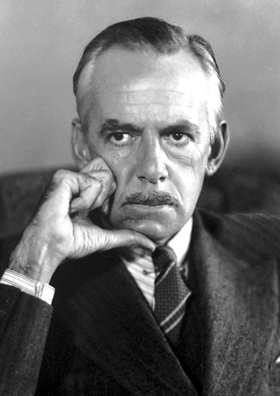
Eugene O'Neill (1936)

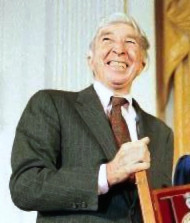
John Updike (1989)

Ook de Amerikaanse dramatiek kwam pas aan het begin van de 20e eeuw echt op gang. Belangrijke vernieuwers van het Amerikaanse toneel in de periode tussen de twee wereldoorlogen waren Eugene O'Neill, die eerst eenakters schreef en vervolgens realistisch-naturalistische en expressionistische drama's met elementen van het Duits expressionisme (Strange Interlude, 1928, The Iceman Cometh, geschreven in 1939); Maxwell Anderson met het blank vers (Night Over Taos in 1932, Both Your Houses in 1933), en George S. Kaufman met huiselijke komedies als Dinner at Eight uit 1932. Minder bekend zijn George Kelly en Sidney Howard. Met hun experimenteel theater reageerden zij tegen de commerciële Broadway-producties.

## 20e eeuw vanaf 1945
Na afloop van de Tweede Wereldoorlog waren de Verenigde Staten de nieuwe supermacht geworden. Zij kenden nu een zeer hoge welvaart in combinatie met een conservatief politiek klimaat. Naast talrijke oorlogsromans verschenen in deze periode ook andere vormen van literatuur.
Direct na de Tweede Wereldoorlog maakte het realisme opnieuw opgang, onder meer in de vorm van de grote hoeveelheid oorlogsromans die soms ook weer wat kenmerken van het laat-19e-eeuwse naturalisme hadden. Dit is bijvoorbeeld terug te zien in enkele romans over de oorlog van Norman Mailer en James Jones, maar vooral in de werken van Nelson Algren, Hubert Selby en Charles Bukowski waarin m.n. het alledaagse leven van de lagere Amerikaanse klassen wordt beschreven. Andere bekende realistische auteurs uit de naoorlogse periode zijn John Cheever en John Updike (beiden verbonden aan The New Yorker), die vooral schreven over het leven van de blanke Amerikaanse middenklasse, en Joyce Carol Oates, die zich met allerlei literaire genres heeft beziggehouden en onder meer naturalistische romans heeft geschreven.
Onder invloed van de Russische immigrant Vladimir Nabokov en de Argentijn Jorge Luis Borges gaf de nieuwe 'metafictie' geen imitatie meer van de sociale realiteit, maar schreef er op een parodiërende wijze over. Lolita (1955) van de tot Amerikaan genaturaliseerde Nabokov, een heel subjectief geschreven erotische tragikomedie over een relatie van een oudere man met een tienermeisje, wordt beschouwd als een van de beste Engelstalige naoorlogse romans. Van J.D. Salingers Nine Stories en The Catcher in the Rye tot Sylvia Plaths The Bell Jar brachten schrijvers in hun werk de waargenomen waanzin van de stand van zaken in Amerika op de voorgrond. De thematiek van Salingers roman The Catcher in the Rye (1951) diende als het grote voorbeeld voor het werk daarna van schrijvers als Updike.

### Trends van de decennia

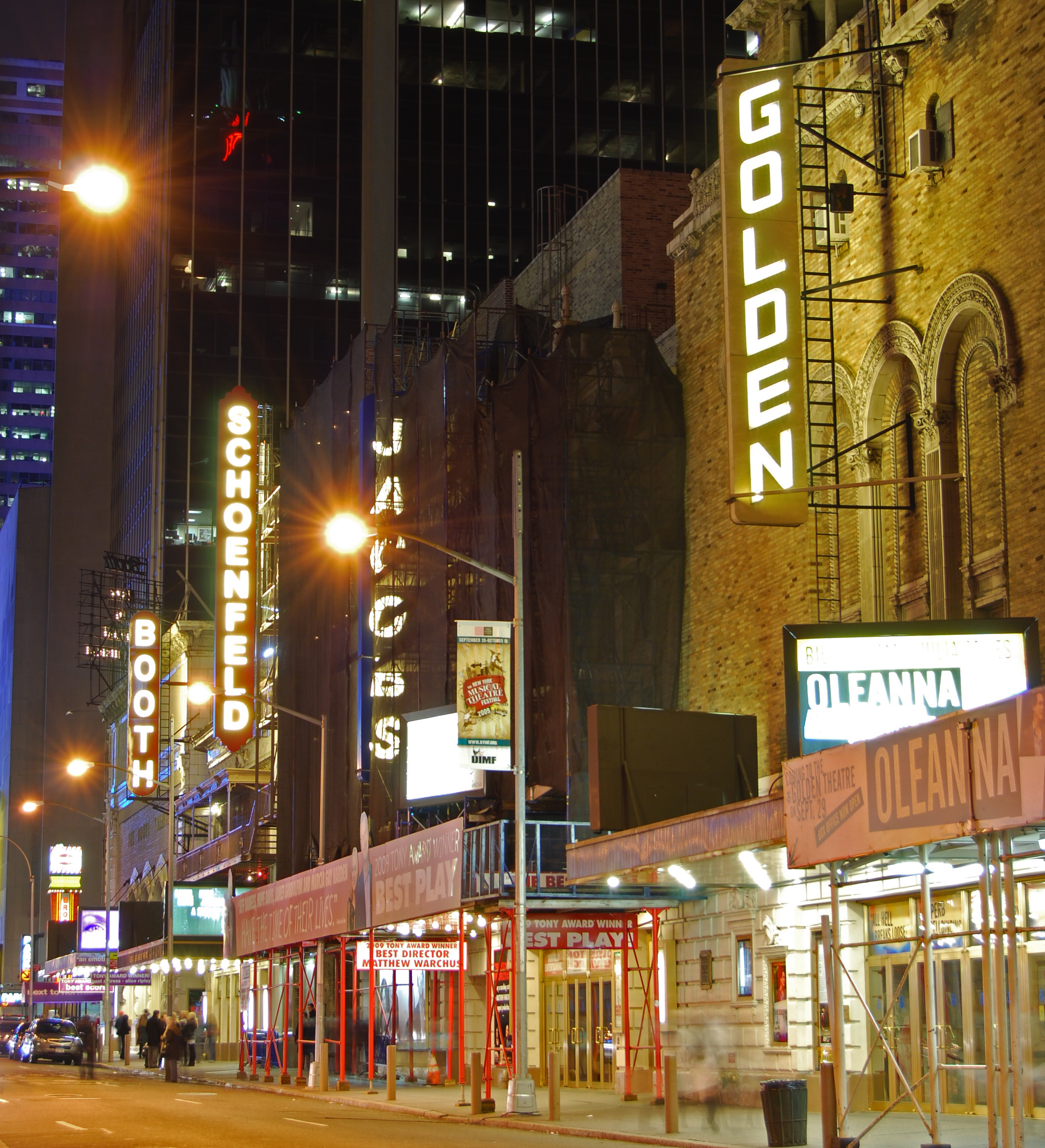
Broadway Theaters in 45th Street

Norman Mailer, in 1948 gefotografeerd door Carl Van Vechten.

- De jaren 1950-1960: de dichter Robert Lowell verwees naar de jaren 1950 als "the tranquilized fifties"[28](kalm, verdoofd) als een zelfvoldaan, onverantwoordelijk en materialistisch decennium. Het bekendste literaire werk uit deze periode is het reeds genoemde The Catcher in the Rye (1951) van Salinger. Andere belangrijke werken zijn Norman Vincent Peales The Power of Positive Thinking (1952) en Paul Goodmans Growing Up Absurd (1959). Met Allen Ginsbergs lezing van zijn gedicht Howl (San Francisco, 1955) startte in dit decennium ook de Beat Generation, die werd geleid door Ginsberg, Jack Kerouac en Lawrence Ferlinghetti.

In 1952 schreef Kurt Vonnegut Jr. zijn eerste en tevens langste roman, de toekomstroman Player Piano. In 1953 werd The Adventures of Augie March van Saul Bellow gepubliceerd. In datzelfde jaar verscheen van de zeer maatschappijkritische James Baldwin zijn eerste en best gewaardeerde roman, Go Tell It on the Mountain, voordat hij overschakelde op een polemischer vorm van proza. In 1959 echter zorgde Norman Mailers Advertisements for Myself – een kritische aaneenschakeling van opstellen, krantenberichten, gedichten, vraaggesprekken en korte verhalen waarin de meest persoonlijke ervaringen en gevoelens worden gepresenteerd – voor grote opschudding, doordat het alle literaire fatsoensnormen doorbrak.
- De jaren 1960-1970 worden in de literatuur gekenmerkt door de versoepeling van de censuur en de bespreking van onderwerpen die voordien taboe waren. Dit begint met de publicatie van D.H. Lawrence' eerder verboden Lady Chatterley's Lover in 1959. De zeer populair geworden roman To Kill a Mockingbird van Harper Lee (1960) gaat over ernstige maatschappelijke problemen zoals verkrachting en raciale ongelijkheid. Seksuele fantasieën, avontuurlijke uitspattingen en zwarte humor worden nu vaak gebruikt als thema van literaire werken. Hier valt ook het werk op van schrijver-drinker Charles Bukowski (1920-1994) met zijn schunnige columns Notes of a Dirty Old Man, zijn romans over de harde zelfkant en Californische lage middenklasse, en zijn onverbloemde gedichten in vrije versvorm. Ook het journalistieke essay maakt opgang. Dit decennium wordt daarnaast ook gekenmerkt door emanciperende bewegingen zoals Black Power, vrouwen- en homorechten. Zeer tekenend voor de kritiek op de maatschappij uit deze periode is het werk van John Alfred Williams, die naast twaalf romans een biografie over Richard Wright schreef. In 1965 schreef Cormac McCarthy, die later een veelzijdig oeuvre op zijn naam zou zetten, zijn debuutroman The Orchard Keeper.
- De jaren 1970-1980 markeren onder meer de opkomst van de vrouwenbeweging vanaf de publicatie in 1970 van Sexual Politics. In dit werk valt de auteur en feministe Kate Millett mannelijke schrijvers aan vanwege hun vrouwonvriendelijke opstelling. Anderen die dit thema behandelen zijn Mary McCarthy, Susan Sontag en Joan Didion. In 1970 verscheen Toni Morrisons debuutroman The Bluest Eye over verkrachting, incest en racisme tegen zwarten. In 1971 schreef Don DeLillo zijn eerste roman, Americana.
- In jaren 1980 en 1990 verschenen de zogeheten multiculturele schrijvers, zoals Maxine Hong Kingston, Amy Tan, James Welch, Bharati Mukherjee en Sandra Cisneros. Een groot talent is Toni Morrison die in 1993 de Nobelprijs voor Literatuur ontving.

### Oorlogsromans
Naoorlogs proza stond bij een aantal schrijvers in het licht van de ervaringen uit de oorlog. Bekende realistische oorlogsromans uit deze periode zijn Norman Mailers The Naked and the Dead (1948), Joseph Hellers Catch-22 (1961), James Jones' From Here to Eternity (1951) en Kurt Vonneguts Slachthuis vijf (1969). Slaughterhouse-Five, or The Children's Crusade: A Duty-Dance With Death was een antioorlogsroman over het bombardement op Dresden door geallieerde troepen tijdens de Tweede Wereldoorlog waarvan Vonnegut als krijgsgevangene getuige was geweest. Dit aan grimmig naturalisme grenzend, niet verheerlijkend realisme vindt men ook terug in Irwin Shaws The Young Lions (1948) en Herman Wouks The Caine Mutiny (1951). MacBird, geschreven door Barbara Garson, was een andere goed ontvangen roman over de absurditeit van de oorlog. In Mother Night (1961) van Kurt Vonnegut is de hoofdpersoon Howard W. Campbell iemand die tijdens de oorlog tegelijk als spion voor de Amerikanen en als propagandist voor Joseph Goebbels heeft gewerkt.

### Naoorlogs toneel
Op Broadway oogstte Tennessee Williams veel bijval met zijn toneelstuk The Glass Menagerie. Het won in 1945 de Drama Critics Circle Award, en de volgende vijftien jaar vestigden andere succesrijke stukken zijn reputatie als een van de belangrijkste toneelschrijvers van het naoorlogse tijdperk. Twee jaar later won een andere grote dramaturg, Arthur Miller, diezelfde prijs met zijn stuk All My Sons. Samen met Williams domineerde hij tot 1960 de productie van Broadwaystukken. In hun realistische huiselijke drama's brachten zij psychologische diepgang door te tonen hoe hun personages – meestal uit de middenklasse – reageren op moeilijke economische en sociale omstandigheden. In de jaren veertig deed method acting zijn intrede in de Verenigde Staten, wat samen met het realisme van Miller en Williams zijn stempel drukte op het Amerikaans naoorlogs drama.
Andere bekende schrijvers van toneelstukken in de jaren veertig en vijfti g waren Robert Anderson (Tea and Sympathy, 1953), Carson McCullers (Member of the Wedding, 1950), en Herman Wouk (The Caine Mutiny, 1954). In de naoorlogse periode verschenen eveneens de latere stukken van Eugene O'Neill: in 1946 The Iceman Cometh, en in 1956 Long Day's Journey Into Night.
In de marge van deze mainstreamproducties bracht het Living Theater avant-gardetoneel met stukken van Bertolt Brecht en andere Europese avant-garde dramaturgen. De bekendste Amerikaanse vertegenwoordiger van het absurd toneel was Edward Albee.
Het theater in crisis
Kort na de Tweede Wereldoorlog liepen de zalen nog vol voor stukken van Tennessee Williams en Arthur Miller, waardoor het leek alsof er een renaissance aan de gang was, maar van een opwindende vernieuwing zoals men in de visuele kunsten meemaakte was geen sprake. Realisme en naturalisme bleven, naar het voorbeeld van het Europees drama, de boventoon voeren.
Een andere Europese invloed die zich deed gelden was die van het absurdistisch theater van Eugène Ionesco and Samuel Beckett. Edward Albee werd in dit genre de meest prominente Amerikaanse toneelschrijver van de jaren 1960.
Het Amerikaans theater kreeg vooral vanaf de jaren 1980 erg te lijden onder de concurrentie van massamedia als televisie en film. De belangstelling voor het Broadwaytheater dat vanaf de jaren twintig, dankzij vernieuwers als Eugene O’Neill, tot in de jaren vijftig zo vitaal was gebleven, liep sterk terug.
Er was wel sprake van een Afro-Amerikaanse renaissance in het theater, met als bekendste vertegenwoordiger August Wilson, die met zijn toneelstuk Fences uit 1985 de Pulitzerprijs won.

### Naoorlogse poëzie
Met de experimenteel ingestelde modernisten in de periode 1910-1930 speelde de VS een voortrekkersrol in de internationale poëzie. Tussen 1945 en 1960 werd de belangrijkste Amerikaanse poëzie met haar nadruk op regelmatig rijm en metrum terug vormelijker. Pas in de late jaren 1950 kwamen een aantal dichters en scholen tegen deze beperkingen in opstand door te experimenteren met meer open vormen en informele stijlen. Aan het begin van de 21e eeuw biedt de Amerikaanse poëzie een bijzonder gediversifieerde aanblik.
Modernisme
Ezra Pound (1885-1972) en T.S. Eliot (1888-1965) waren de leidende figuren van het modernisme, met hun afwijzing van traditionele poëtische vorm, metrum en victoriaans taalgebruik. Beiden stuurden de Amerikaanse poëzie in de richting van grotere compactheid (zoals geïnitieerd door Emily Dickinson) en moeilijkheidsgraad, met de nadruk op technieken zoals fragmentatie, ellips, toespeling, juxtapositie en ironie. Met name Ezra Pound ontsloot voor de Amerikaanse poëzie verschillende invloeden, zoals de traditionele dichtkunst van China en Japan.
Objectivists
De modernistische fakkel werd in de jaren dertig overgenomen door de groep dichters die bekendstaat als The Objectivists. Deze omvatten Louis Zukofsky (1904-1978), Charles Reznikoff (1894-1976), George Oppen (1908-1984), Carl Rakosi (1903-2004) en, later, Lorine Niedecker (1903-1970). Kenneth Rexroth, van wie werk werd gepubliceerd in The Objectivist Anthology, was, samen met Madeline Gleason (1909-1973), een voorloper van de San Francisco Renaissance. Veel van de objectivists kwamen uit stedelijke gemeenschappen van nieuwe immigranten, die de Amerikaanse poëzie met hun ervaringen en taalidioom verrijkten.
Robert Frost als traditioneel dichter
Een dichter die zijn eigen weg zocht en zich niet aangetrokken voelde tot het radicale modernisme van vernieuwers als Eliot en Pound, was Robert Frost (1874-1963). Hij werd een van de meest populaire en kritisch gerespecteerde Amerikaanse dichters van de 20e eeuw, die met zijn meer traditionele, rurale dichtkunst viermaal de Pulitzerprijs voor poëzie won.
War Poets
Na de Tweede Wereldoorlog schreven dichters die het conflict hadden meegemaakt over hun ervaringen, en werd er op de zinloosheid van de voorbije verschrikkingen gereflecteerd. Reeds in 1945 verschenen twee belangrijke collecties met oorlogsgedichten: The War Poets en War and the Poet.
Confessional poets, beat poets en black mountain poets
Na de oorlog kwamen een aantal nieuwe dichters en poëtische bewegingen op het voorplan, zoals de confessional movement (John Berryman, Robert Lowell), de dichters van de beat generation (met onder meer Ginsberg en William S. Burroughs II), en de Black Mountain poets onder leiding van Charles Olson (1910-1970). De sterk persoonlijke poëzie van de confessionalists zou later een belangrijke invloed uitoefenen op de dichteressen Sylvia Plath (1932-1963) en Anne Sexton (1928-1974). Hoewel de hedendaagse feministische poëzie moeilijk denkbaar is zonder Plath, zou toch vooral de poëzie van Adrienne Rich (1929-2012) deze beweging in de jaren zeventig mee gestalte geven.
New criticism
Dichters die geassocieerd worden met de meer formalistische literaire beweging van het New criticism omstreeks 1950, zijn John Crowe Ransom (1888-1974), Allen Tate (1899-1979) en Robert Penn Warren (1905-1989).
Poëzie van culturele minderheden
In de jaren 1960 en 1970 was er niet alleen sprake van een nieuwe heropleving van de feministische poëzie met Adrienne Rich in het centrum, maar kwamen er ook stilaan dichters uit culturele minderheden naar voren. Een van hen was bijvoorbeeld Martín Espada (1957), Puertoricaan van geboorte, die bekend werd om zijn geestige en politiek geëngageerde gedichten.
Language poets
Een avant-gardegroep die ontstond in de late jaren 1960 en begin 1970 noemde zich de Language poets (of L = A = N = G = U = A = G = E, de naam van het tijdschrift). Hun poëzie benadrukt de rol van de lezer in het leggen van betekenis in een werk.
New York poets
Onder de naoorlogse Amerikaanse dichters is John Ashbery de sleutelfiguur van de surrealistische New York School (New York poets) van de poëzie, omstreeks 1960 opgericht in New York. Deze dichters schreven vaak op een levendige en spontane manier die doet denken aan de stream of consciousness-techniek. Ze haalden hun inspiratie uit het surrealisme en de avant-gardistische kunststromingen. Ashbery won in 1976 met Self-portrait in a Convex Mirror de Pulitzerprijs voor poëzie.
Hedendaagse poëzie
Hedendaagse Amerikaanse poëzie is zeer divers, en geeft blijk van een zekere richtingloosheid doordat experimenteel ingestelde dichters naast traditionalisten hun plaatsje onder de zon willen veroveren.
Aan het begin van de 21e eeuw wordt er in de VS meer poëzie gepubliceerd dan ooit tevoren. De populariteit van creatieve schrijfopleidingen aan Amerikaanse universiteiten zorgde voor een verhoogde professionalisering van de poëzie, en dichters krijgen zo ook de gelegenheid om de kost te verdienen als leraar. Poëzie vindt onderdak in de academie en verschijnt, al dan niet aan de campus, in kleine onafhankelijke tijdschriften, waardoor het moeilijk is om van publicaties van gedichten alleen te leven.

### Zuidelijke schrijvers 1945-1960
In de eerste decennia na de oorlog bleven ook oudere schrijvers als William Faulkner (Intruder in the Dust, 1948), (Requiem for a Nun, 1951), Katherine Anne Porter (Ship of Fools, 1962) en Eudora Welty (The Golden Apple, 1949) nog zeer actief. Van de jongere generatie schrijvers kregen vooral Carson McCullers (The Member of the Wedding, 1946) en Truman Capote (Other Voices, Other Rooms, 1948) veel lof. Flannery O'Connor was een van de meest humoristische en talentrijkste zuidelijke schrijfsters.
Vanaf het eind van de jaren vijftig was de Amerikaanse roman zeer pluriform van aard; veel uiteenlopende vormen waarmee werd geëxperimenteerd verdrongen elkaar in hoog tempo.

### Joodse/New Yorkse schrijvers
Naar een andere groep schrijvers verwezen critici als 'de New Yorkschrijvers', die vaak van joods-stedelijke afkomst waren. Hun voornaamste tijdschrift was Partisan Review. De favoriete romanschrijvers van het tijdschrift, van wie het ook fragmenten van hun nieuwste werk publiceerde, waren onder meer Saul Bellow, Bernard Malamud, Norman Mailer (occasioneel), Delmore Schwartz, J.D. Salinger en Philip Roth.
In tegenstelling tot wat bij het werk van Amerikaanse schrijvers met een andere etnische achtergrond het geval is, staat assimilatie met de Amerikaanse gemeenschap in het werk van de meeste Joodse schrijvers centraal; zij schrijven niet als vertegenwoordigers van hun gemeenschap in de Verenigde Staten. Belangrijke uitzonderingen op deze regel zijn Bellow, Malamud en Roth; in veel van hun verhalen staat het joodse geloof centraal.

### Postmodernisme vanaf 1970
In de periode vanaf ongeveer het begin van de jaren zeventig tot heden is de bekendste literaire stroming die van het postmodernisme geweest. Bekende, goed ontvangen schrijvers van deze periode (niet noodzakelijk postmoderne) zijn Thomas Pynchon, Tim O'Brien, Robert Stone, Don DeLillo, Paul Auster, Toni Morrison, Philip Roth, Cormac McCarthy, Raymond Carver, John Cheever, Joyce Carol Oates en Annie Dillard.
De thematiek van postmoderne literatuur draait specifiek om de invloed die de populaire cultuur en de massamedia hebben op de manier waarop de gemiddelde Amerikaan zichzelf, zijn geschiedenis en zijn omgeving ziet. Kenmerkend voor het postmodernisme zijn absurdisme en metafictie; veel postmoderne auteurs lassen in hun boeken scènes in die zich afspelen in fastfoodrestaurants, in de metro of in winkelcentra, en zij spreken over drugs, plastische chirurgie en tv-commercials. Tegelijkertijd stellen schrijvers in deze school zich zelfbewust, sarcastisch en soms neerbuigend op ten opzichte van hun onderwerpen. Bret Easton Ellis, Dave Eggers, Chuck Palahniuk en David Foster Wallace zijn mogelijk de bekendste voorbeelden van deze literaire stroming. Een van de eerste bekende werken uit de Amerikaanse postmodernistische literatuur is Gravity's Rainbow van Thomas Pynchon. Een andere Amerikaanse auteur wiens werk duidelijk postmodernistisch is, is Paul Auster, die onder meer gebruikmaakt van intertekstualiteit, en detectiveverhalen combineert met absurdisme.

### Literatuur van minderheden

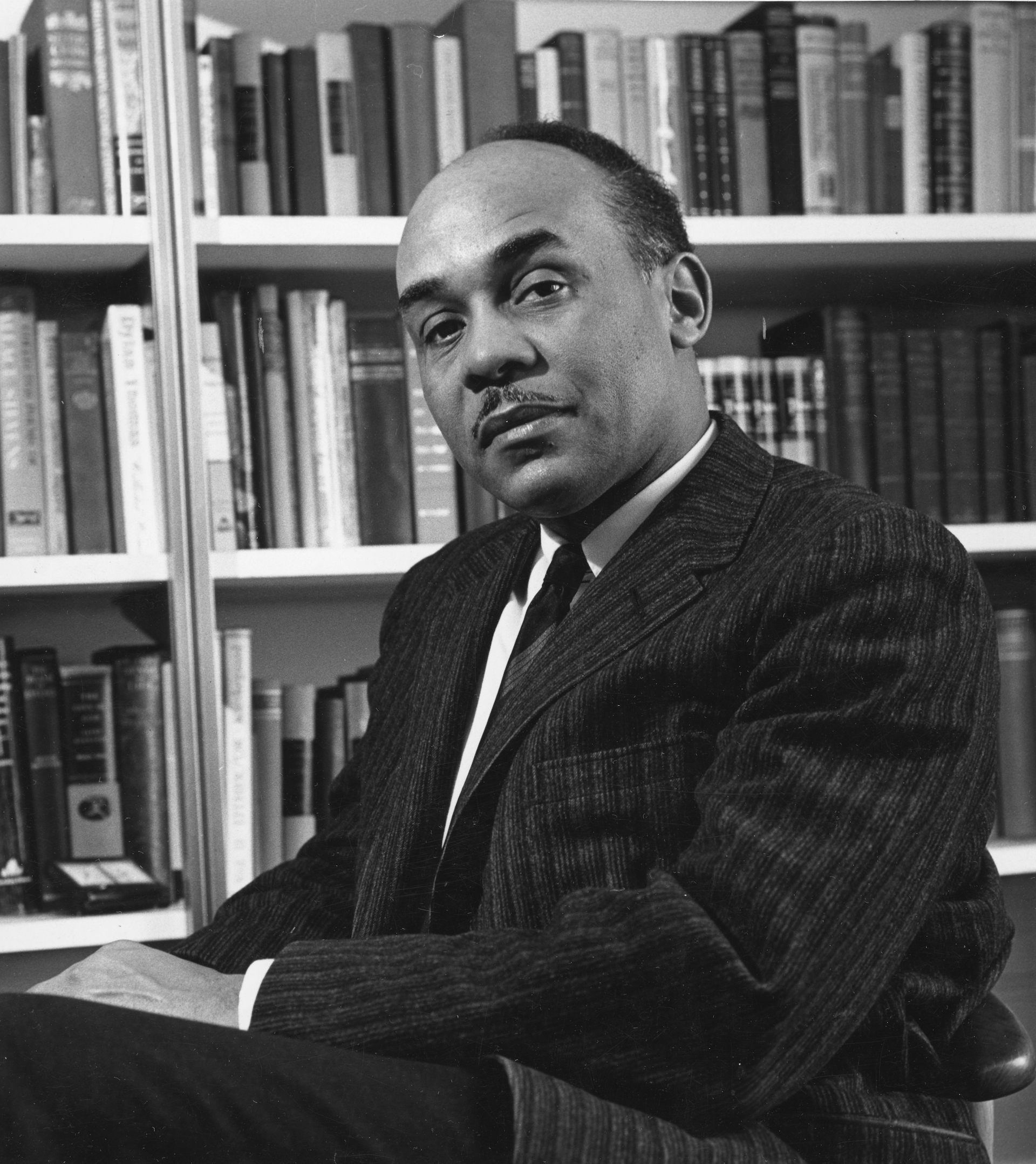
Ralph Ellison

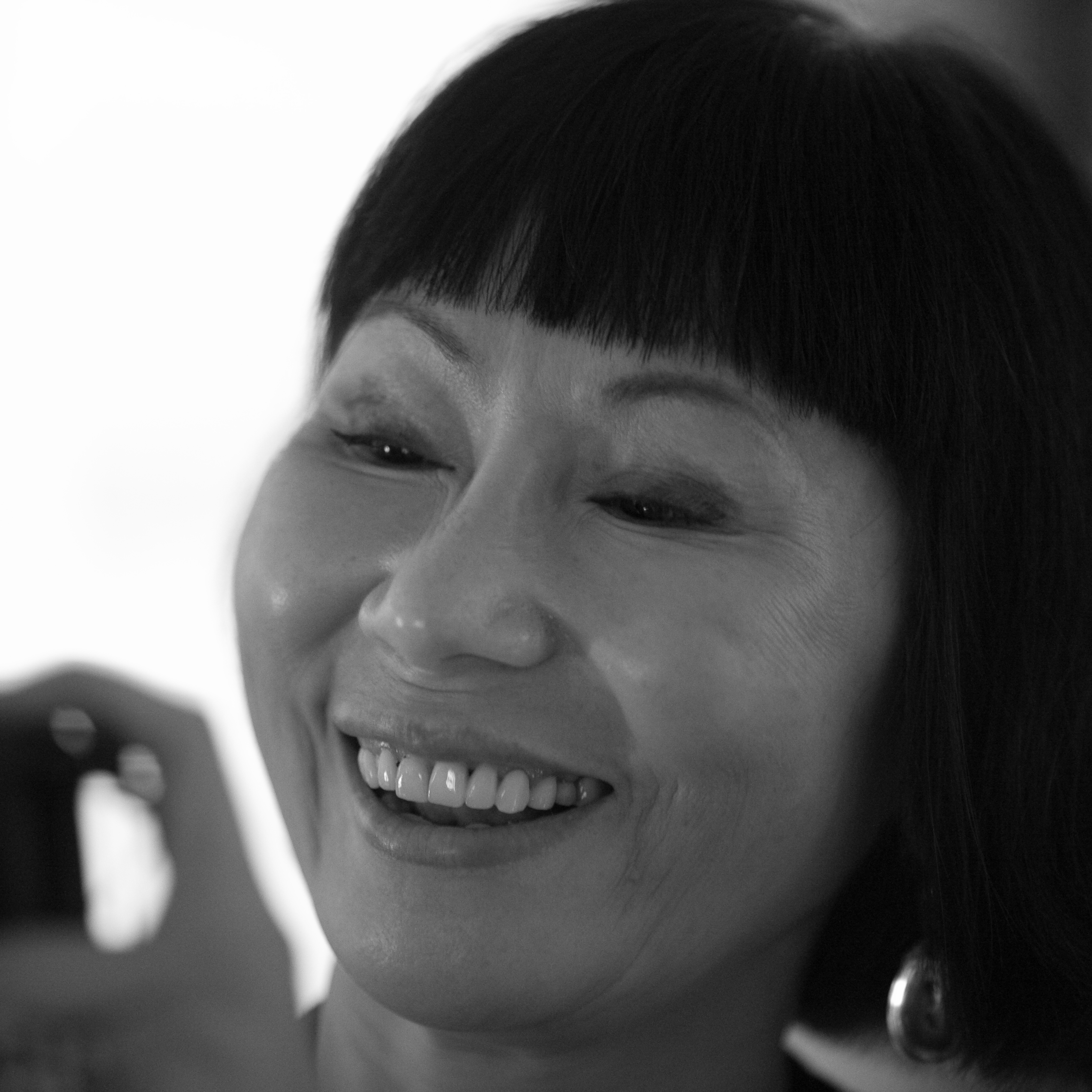
Amy Tan

### Creatieve non-fictie

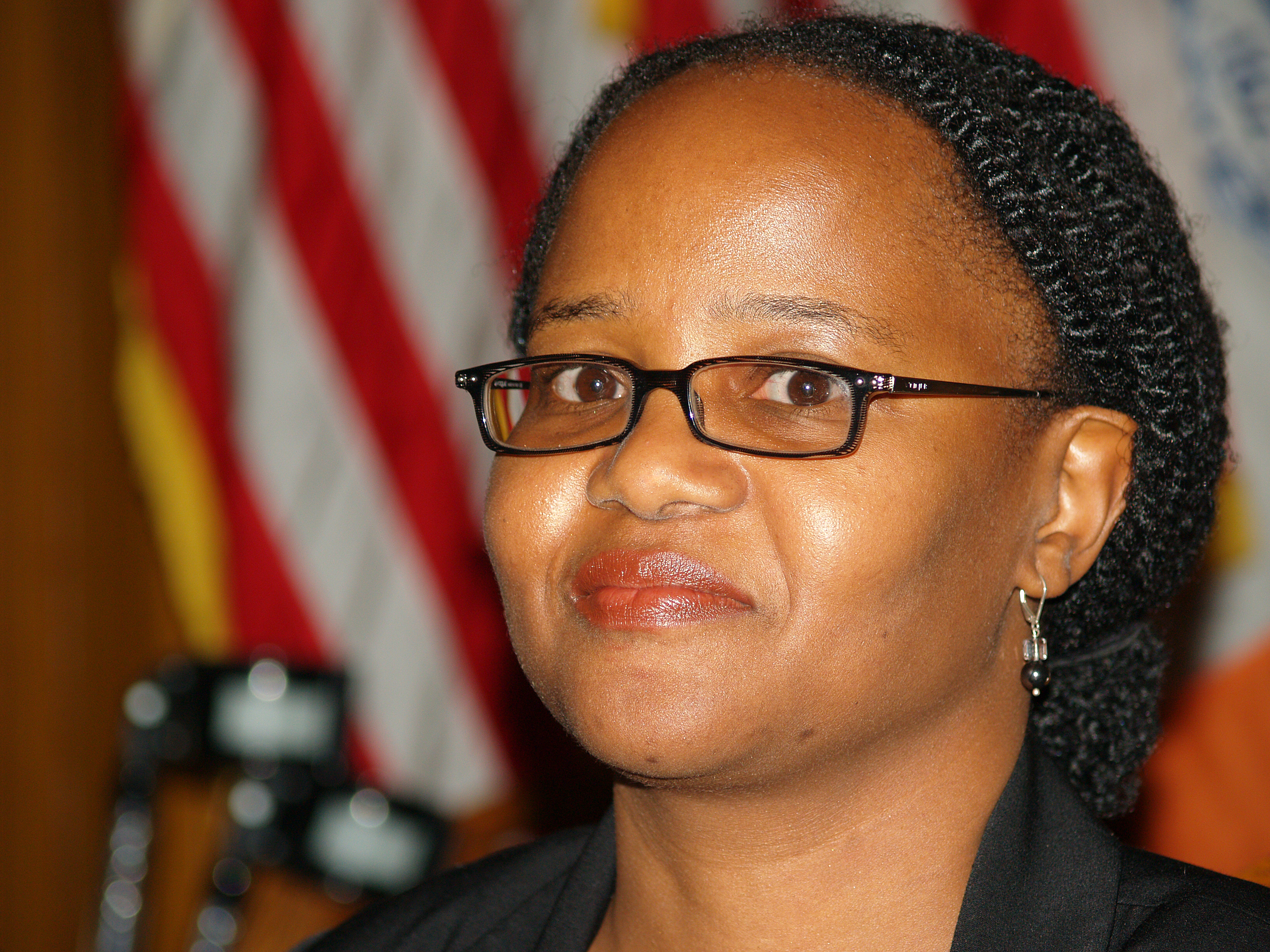
Edwidge Danticat in 2007, foto van David Shankbone

## Literatuur vanaf 1990

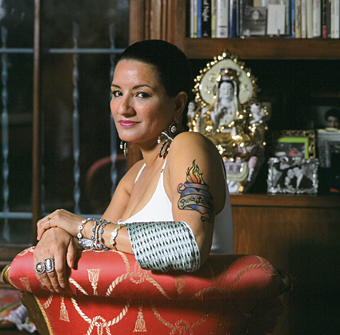
Sandra Cisneros

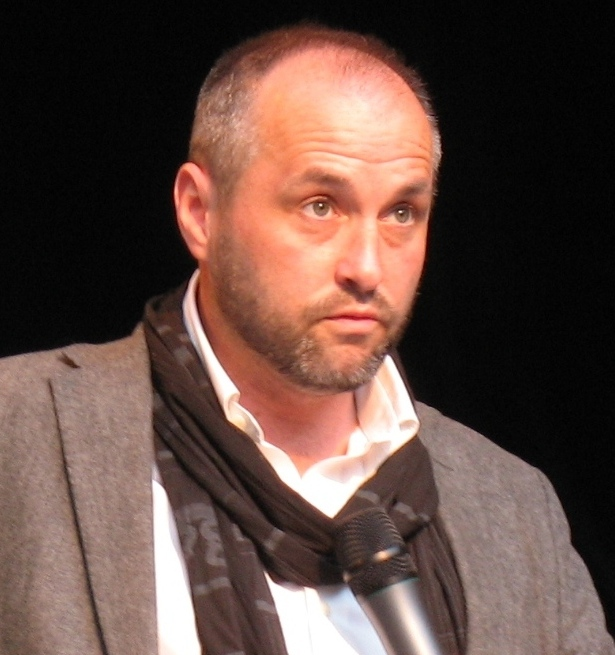
Colum McCann in 2009

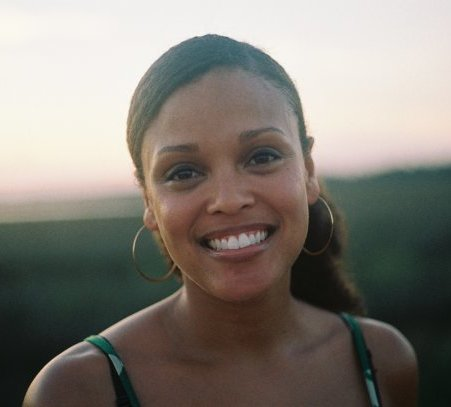
Jesmyn Ward

## 20e-eeuwse en hedendaagse genreliteratuur

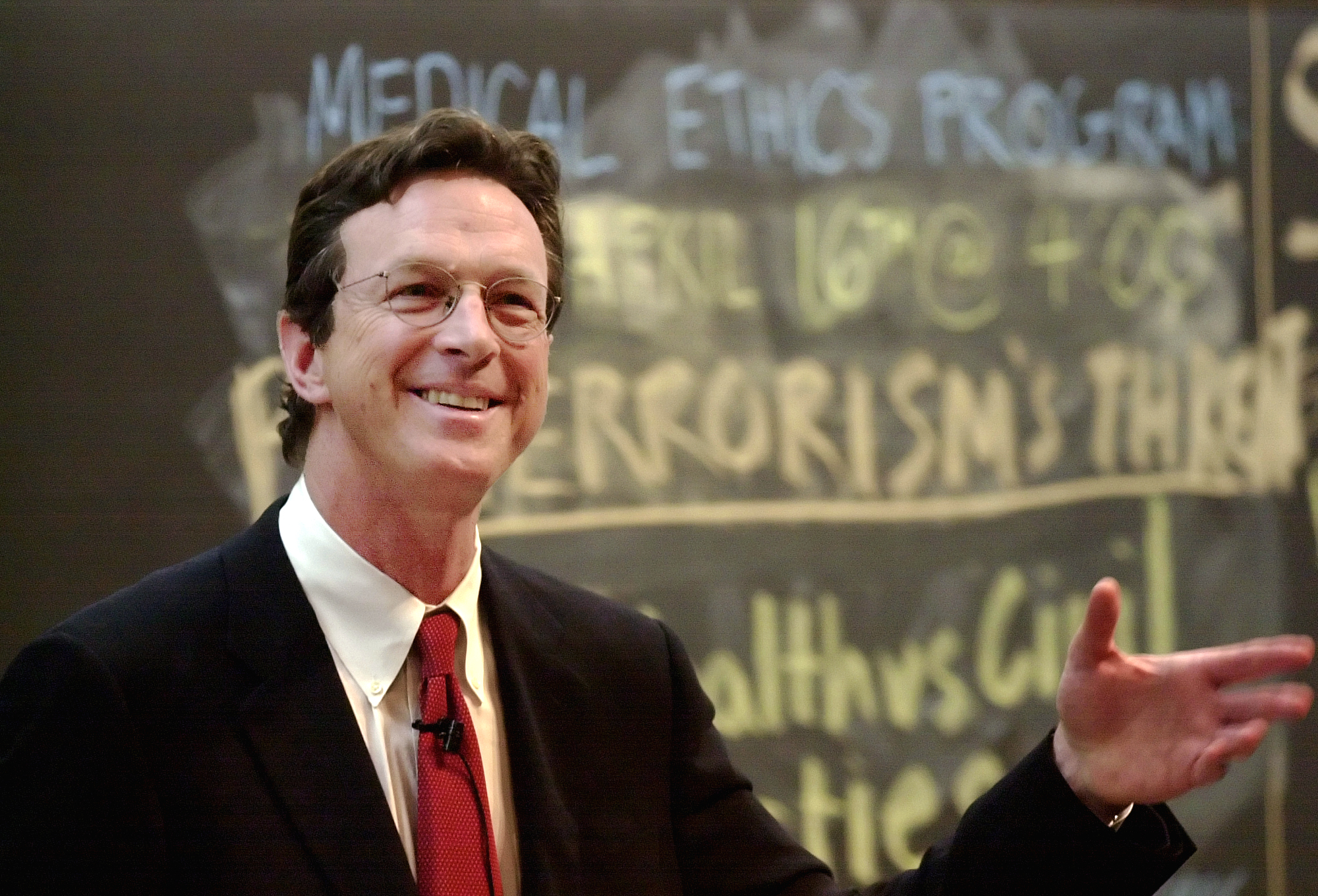
Michael Crichton tijdens een spreekbeurt aan de Harvard-universiteit

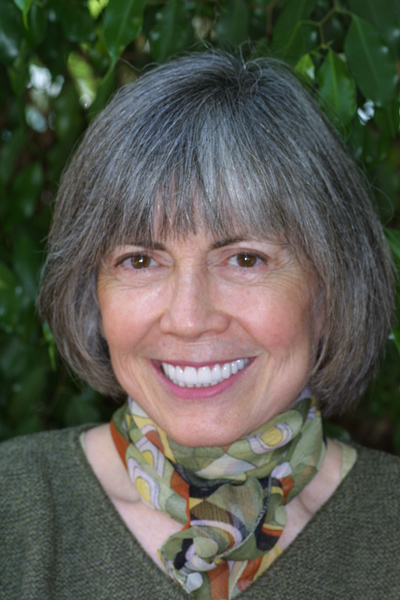
Anne Rice